# Askanier

Wappen des Herzogtums Anhalt

Wappen der Askanier

Die Askanier, auch bezeichnet als Haus Anhalt und als Anhaltiner, sind ein ab dem 11. Jahrhundert namentlich historisch nachweisbares altsächsisches Hochadelsgeschlecht. Seine Stammburgen Ballenstedt, Anhalt, Aschersleben und Bernburg liegen in der heutigen Region Anhalt  in Sachsen-Anhalt. Die Ruine der Burg Anhalt befindet sich im Harz nordöstlich von Harzgerode. Die Bezeichnung Askanier entstand aus der Latinisierung des Burgsitzes Aschersleben. Seit dem Ende des 17. Jahrhunderts ist nur noch der anhaltinische Zweig existent. Albrecht der Bär wurde 1138 Herzog von Sachsen und mit der Beherrschung der Mark Brandenburg 1150 der erste Markgraf im vormals slawischen Siedlungsraum. Im Jahr 1180 gelangten östliche Gebiete des Stammesherzogtums Sachsen an den Askanier Bernhard von Sachsen. Als Herzöge von Sachsen-Wittenberg erhielt die Familie 1356 die erbliche Kurwürde. Das Geschlecht beherrschte Anhalt-Dessau, Anhalt-Bernburg, Anhalt-Köthen, Anhalt-Zerbst, Anhalt-Plötzkau und Anhalt-Aschersleben. Alexius Friedrich Christian von Anhalt-Bernburg erlangte im April 1806 als erster der anhaltischen Fürsten die Herzogswürde. Bei Anhalt-Köthen und Anhalt-Dessau wurde der Herzogtitel 1807 angenommen. Seit 1863 existiert nur noch die Dessauer Linie, für die Aribert von Anhalt aufgrund der Novemberrevolution im Jahr 1918 den Thronverzicht im Herzogtum Anhalt erklärte und deren Familienoberhaupt seit 1963 Eduard Prinz von Anhalt ist.

## Geschichte im Überblick

### Von den Anfängen bis vor 1212

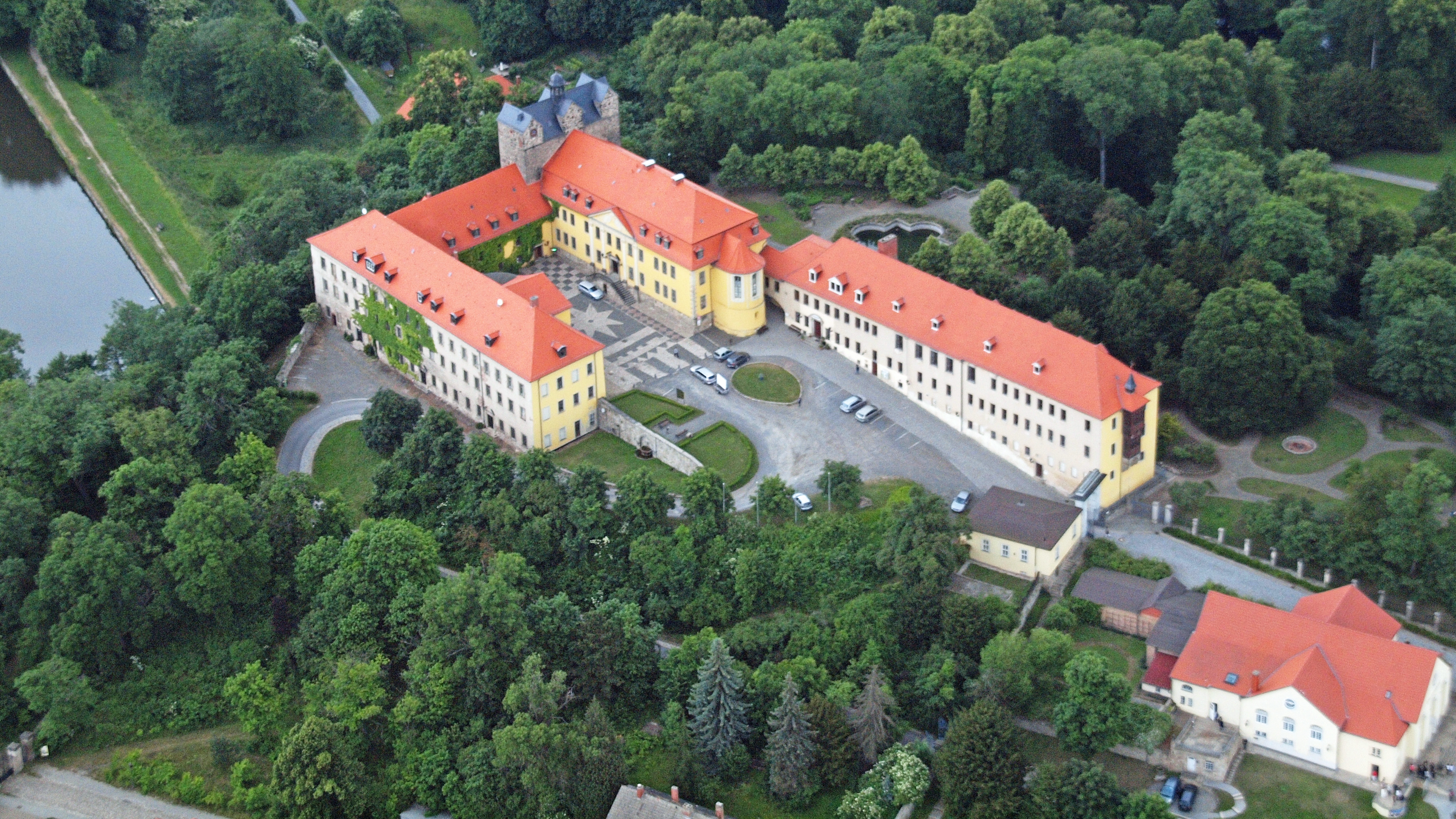
Schloss Ballenstedt

Die Askanier stammen nachweisbar als Grafen von Ballenstedt aus einer Gegend, die heute zum sachsen-anhaltischen Landkreis Harz gehört. Auch hatte die Familie vom Beginn ihrer Geschichte an Besitz in den heutigen Landkreisen Salzlandkreis und Anhalt-Bitterfeld. Ballenstedt, Aschersleben und schließlich die Burg Anhalt bildeten die wichtigsten Stammburgen des Geschlechts, dessen namensgebender Stammsitz im 11. und 12. Jahrhundert Ballenstedt war. Diese Besitzungen und weiterer Besitz im heutigen Anhalt ließen im 13. Jahrhundert mehrere anhaltische Fürstentümer entstehen. Meist bestanden über die Jahrhunderte hinweg Familienzweige, sodass die Eigentumskonzentration in einer Hand aufgrund der zahlreichen Landesteilungen die Ausnahme bildete.
Über den ersten namentlich bekannten Askanier, Esico von Ballenstedt, wird in der alten Literatur berichtet, er habe die Burg Anhalt gebaut. Die Burgruine Anhalt befindet sich auf einem Ausläufer des Großen Hausberges am rechten Selkeufer. Die Herkunft und ältere Geschichte der Ballenstedter ist nicht bekannt. Es wurden verschiedene nichtzutreffende Herkunftstheorien entwickelt; so sollte laut Chronisten der Renaissance das Geschlecht wegen des Bären im Wappen (lat. ursus) mit der römischen Familie Ursini im Zusammenhang stehen. Ebenfalls aufgrund des Bären im Wappen sollte die Familie auf die Beringer zurückgehen. Esico von Ballenstedt stammte aber nicht, wie behauptet wurde, aus diesem konstruierten Geschlecht und war nicht Sohn Beringers VII.
Den auf die Stammburg Anhalt zurückgehenden Familiennamen führen die Mitglieder des Hauses noch heute. Der Name Askanier war eine seit dem 14. Jahrhundert gebräuchliche Bezeichnung für die Grafen von Aschersleben. Deren Stammburg lag einst über der Stadt Aschersleben. Dieser Name leitete sich von Askaria, der lateinischen Bezeichnung für Aschersleben, ab und wurde später zu Ascania leicht verändert, möglicherweise in Anlehnung an den griechischen mythischen Ascanius. Auch die Markgrafen von Brandenburg, die Herzöge von Sachsen und sämtliche weitere Linien werden als Askanier bezeichnet.
Die ältesten bekannten Askanier:
- Adalbert (?) (* um 970)
- Esico († um 1060), Sohn
- Adalbert II. (* um 1030; † 1080), Sohn, Heirat mit Adelheid von Weimar-Orlamünde
- Otto der Reiche (* um 1070; † 1123), Sohn, Graf von Ballenstedt, Heirat mit Eilika von Sachsen (Billung)
- Siegfried I. (* um 1075; † 1113), Sohn Adalberts II., Pfalzgraf bei Rhein und Graf von Weimar-Orlamünde
- Albrecht der Bär (* um 1100; † 1170), Sohn Ottos des Reichen, Graf von Ballenstedt, Graf von Aschersleben, Herzog von Sachsen, Markgraf der Nordmark und der Lausitz, Markgraf von Brandenburg

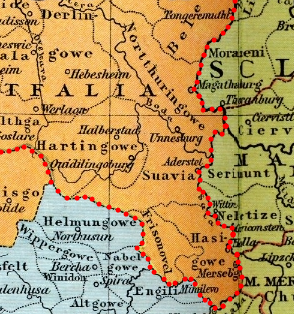
Schwabengau (Suavia) und Gau Serimunt. Östlicher Teil des Stammesherzogtums Sachsen in brauner Farbe.

Die Familiengeschichte wird oft in der Literatur mit einem Askanier begonnen, dessen Name nicht bekannt ist. Aus Tradition bezeichnet man diesen auch heute noch als Adalbert, obschon Konsens ist, dass der Name mit Blick auf seinen Enkel nur eine Vermutung ist. Er war mit Hidda verheiratet, die eine Tochter Hodos I., dem Markgrafen der Ostmark, war. Üblicherweise werden im Zusammenhang mit der Ehe die Kinder Esico, Theoderich, Ludolf, Uta und Hazecha genannt.
Esico von Ballenstedt ist der erste namentlich bekannte Urahn und übte Grafenrechte aus. Er wurde in zeitgenössischen Urkunden erwähnt, so in einem auf der Pfalz Tilleda ausgestellten Diplom Kaisers Konrads II. vom 26. Oktober 1036 (comitatu Esiconis, übersetzt in der Grafschaft des Esico). Seine Sippe war im ostsächsischen Schwabengau ansässig, weshalb sie im Sachsenspiegel dem dort angesiedelten suebischen Uradel zugerechnet wird. Beim Schwabengau (Suavia) handelte es sich um eine östlich von Quedlinburg gelegene Gaugrafschaft.
Die wichtigste Quelle zur Genealogie der frühen Askanier ist die Chronik des Annalista Saxo, der diese in der Mitte des 12. Jahrhunderts schrieb. Demnach war Esico mütterlicherseits ein Enkel des Markgrafen Hodo († 993) und erbte nach dem Tod seines Onkels Siegfried († um 1030) mehrere Allodialgüter im Schwaben- und Serimuntgau. Der Name von Esicos Vater ist unbekannt, erst in wesentlich später verfassten Genealogien wurde ihm der Name Adalbert (I.) beigegeben, weil der um das Jahr 1080 ermordete Graf Adalbert (II.) vom sächsischen Annalisten als Sohn des Esico genannt wird. Auf dem heutigen Schlossberg von Ballenstedt ließ Esico das Kollegiatstift St. Pancratius und Abundus errichten, das 1046 im Beisein von König Heinrich III. geweiht wurde. Er war Vogt der Klöster Nienburg und Hagenrode.
Adalbert II. von Ballenstedt, der Sohn von Esico und seiner Gemahlin Mathilde, war Graf im Nordthüringgau und wird bei den Gauen Nizizi und Serimunt genannt. Es wird vermutet, dass seine Mutter die Tochter Herzogs Hermann von Schwaben war. Er heiratete Adelheid, Tochter und Präsumtiv-Erbin des Grafen Otto I. von Weimar-Orlamünde, Markgraf von Meißen und hatte die zwei Söhne Otto der Reiche und Siegfried. Adalbert wurde um 1080 von Egeno II. von Konradsburg getötet. Zwar wurden Vermutungen zur Tat geäußert, die Gründe liegen allerdings im Dunkeln. Es gibt ein Siegel mit einer Abbildung Adalberts, was die erste bekannte stilisierte Darstellung eines Askaniers ist.
Der sächsische Annalist bezeichnete sowohl Esico als auch die später lebenden Adalbert II. und Otto den Reichen als „Grafen von Ballenstedt“, jedoch ist dieser Titel erst für Otto (Ottoni comiti de Ballenstide) auch zeitgenössisch verbürgt (1106) und somit ist historisch gesichert, dass dieser sich nach der Burg Ballenstedt im Ostharz nannte. Otto war im Jahr 1112 für eine kurze Zeitdauer Herzog von Sachsen. Er war verheiratet mit Eilika, Tochter Herzogs Magnus von Sachsen. Dadurch erhielt er die Billungschen Allode und später vom Kaiser das Herzogtum Sachsen übertragen. Der Graf starb 1123 und fand seine Ruhestätte in Ballenstedt. Seine Gemahlin Eilika lebte nach dem Tode ihres Mannes in Halle und Bernburg. Otto der Reiche und sein Sohn Albrecht der Bär wandelten das Stift Ballenstedt 1123 in ein Benediktinerkloster um. Sein Bruder Siegfried war Graf von Weimar-Orlamünde und Pfalzgraf bei Rhein.

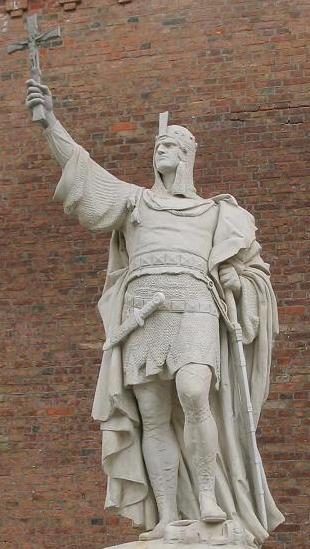
Denkmal Albrechts des Bären in der Zitadelle Spandau, Berlin

Albrecht der Bär war das erste wichtige Familienmitglied und der bedeutendste Askanier im Mittelalter, der als Zeitgenosse und Rivale Heinrichs des Löwen (Welfen) und Konrads des Großen (Wettiner) die deutsche Besiedelung der slawischen Grenzmarken maßgebend mit vorantrieb und schließlich die Mark Brandenburg auf dem Gebiet der damaligen Nordmark gründete. Er amtierte kurzzeitig als Herzog von Sachsen, wurde dann schließlich zum Markgrafen von Brandenburg und begründete die Hausmachtstellung seiner Familie in den sächsischen Ostmarken. Sein umfangreicher Territorialbesitz wurde unter seinen Söhnen Otto, Hermann, Bernhard und Adalbert aufgeteilt. Dadurch bildeten sich die zu dieser Zeit vier Hauptfamilienzweige der Askanier, die Linie von Brandenburg (bis 1320), die Linie von Weimar-Orlamünde (bis 1486), die Linien von Sachsen-Wittenberg (bis 1422) und Sachsen-Lauenburg (bis 1689) und die Linie von Anhalt (bis heute). Albrecht dem Bär wird als Graf von Aschersleben genannt, was bedeutet, dass erst im 12. Jahrhundert von Grafen von Aschersleben gesprochen werden kann. Er wurde anlässlich eines Gerichtstages, dem er am 8. August 1147 vorsaß, erstmals als comes Asscherslovensis urkundlich tituliert. Ob Albrecht sich selbst so bezeichnet hat, ist ungeklärt. Zumindest nannte er sich selbst in einer am 3. Oktober 1157 ausgestellten Urkunde Markgraf von Brandenburg („Adelbertus dei gratia marchio in Brandenborch“). Es wurde bereits in zeitgenössischen Quellen der Namenszusatz „der Bär“ verwendet. Albrecht der Bär starb im November 1170 und wurde mit großer Sicherheit im Hauskloster Ballenstedt beigesetzt. Der Bär ist das anhaltische Wappentier. Sein Sohn Bernhard nannte sich Graf von Aschersleben in verschiedenen lateinischen Varianten und später Herzog von Sachsen. Die Gelnhäuser Urkunde von 1180 beinhaltete die Aufteilung des Stammesherzogtums Sachsen. Bei dieser Regelung wurde Bernhard mit dem östlichen Teil belehnt, der den Namen Sachsen weitertrug. Den Herzogtitel erhielt er im Folgejahr nach dem Reichstag von Erfurt.
Besitzaufteilung nach Albrecht dem Bären:
- Otto I. (* um 1125; † 1184), Markgraf von Brandenburg
- Hermann I. (* um 1130; † 1176), Graf von Weimar-Orlamünde
- Adalbert (* um 1136; † 1171), Graf von Aschersleben
- Dietrich († 1183), Graf von Werben
- Bernhard III. (* 1140; † 1212), Herzog von Sachsen

### Von 1212 bis vor 1603

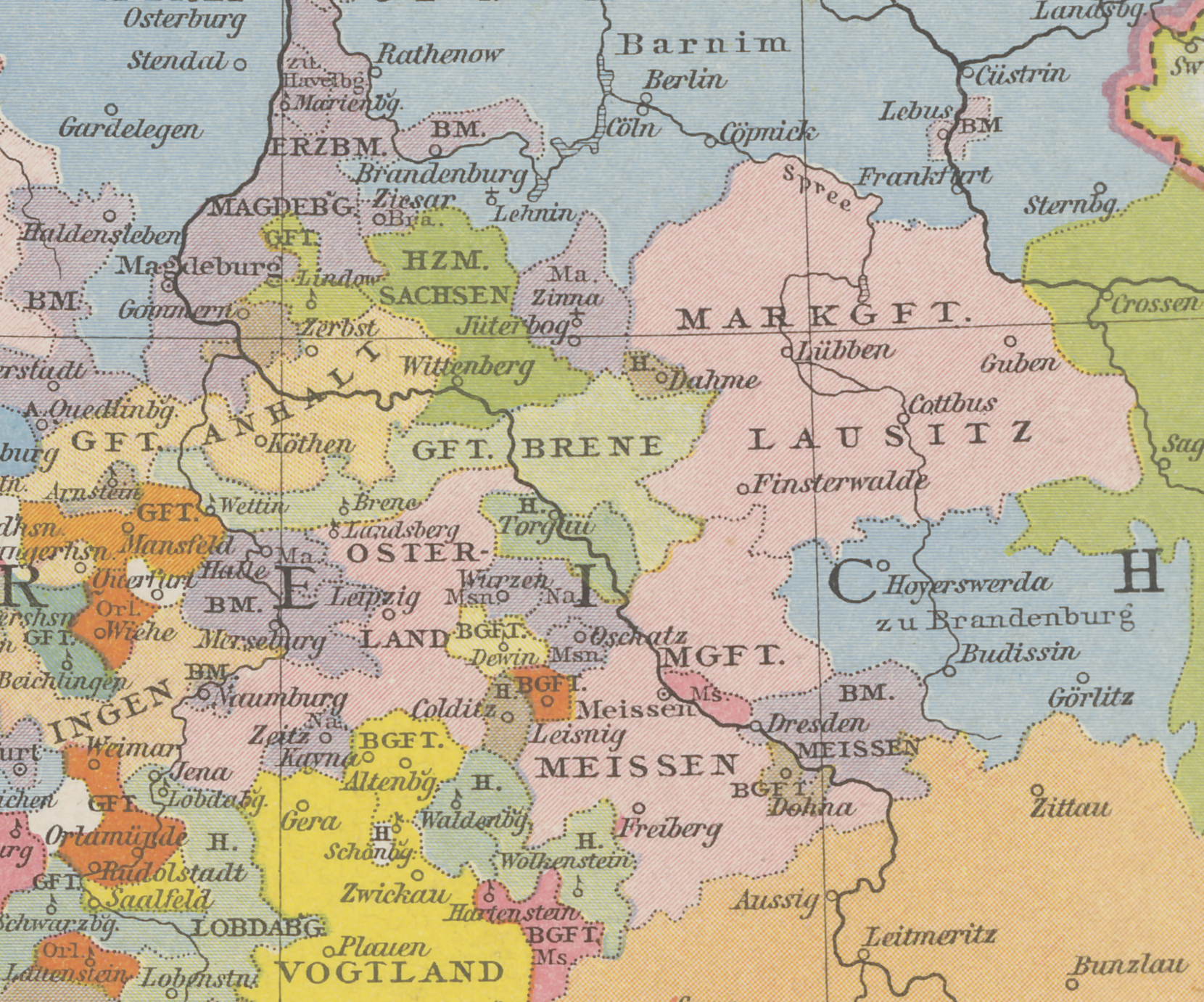
Grafschaft Anhalt im 13. Jahrhundert

Nach dem Tode Bernhards III., Herzog von Sachsen, im Februar 1212 in Bernburg erhielt der älteste Sohn Heinrich die anhaltischen Hausgüter zwischen Unterharz und unterer Mulde und sein Bruder Albrecht das Herzogtum Sachsen. Ihr Vater Bernhard III. erbte von Adalbert die Grafschaft Aschersleben, da dieser keine männlichen Nachkommen hatte. Zwar war Albrecht von der Titulatur her gesehen besser gestellt, aber Heinrichs Besitzungen waren sicher in den Händen der Familie. Ein Teil der Grafschaft Anhalt war zudem Allodialbesitz. Die Erbteilung von 1212 ist der Beginn der eigenständigen Entwicklung Anhalts, dessen erster Herrscher Heinrich I. war. Sicher dürfte sein, dass ihm um Aschersleben, Ballenstedt und Burg Anhalt ein relativ geschlossener Raum unterstand, der vermutlich eine schmale Verbindung zu den östlich gelegenen größeren Komplex um Bernburg, Köthen, Wörbzig, Dessau und Wörlitz besaß, an den sich rechts der Elbe in der Gegend um Coswig anschloss. Heinrich I. von Anhalt trat in einer am 4. November 1213 ausgestellten Urkunde erstmals als Graf von Askanien (comes Aschariae) auf. Ascharia ist eine Bezeichnung, die vom Aussteller der Urkunde stammt. Heinrich I. wurde auch erstmals Fürst in oder von Anhalt genannt (comes Ascharie et princeps in Anahalt) und war zudem Graf von Aschersleben. Der Fürst galt als grausam, da er den Abt Gernot zu Nienburg misshandeln ließ. Im frühen 14. Jahrhundert benutzten dann die Familienmitglieder Anhalt, unabhängig davon, ob sie Besitz an der Burg Anhalt hatten oder nicht.

Anhalt nach der Erbteilung unter den Söhnen Heinrichs I. von 1252

Im 13. Jahrhundert zählten die Anhaltiner zur Elite in ihrer Region, das heißt auf dem Gebiet von Anhalt. Allerdings nahm deren Bedeutung stark im 14. und 15. Jahrhundert ab, was man an der geringeren reichspolitischen Bedeutung und an den Heiratsverbindungen erkennen kann. Wie die anderen Reichsfürsten profitierten die Askanier vom Statutum in favorem principum, das 1231 am Hoftag in Worms beschlossen wurde und die Hoheitsrechte der Fürsten regelte. Die erste Bildung von Linien auf dem Gebiet des heutigen Anhalts erfolgte durch die Landesteilung von 1252 bei den Söhnen von Heinrich I. von Anhalt. Heinrich II. begründete die Ascherslebener Linie, Bernhard I. die Bernburger Linie und Siegfried I. die Köthener Linie. Neben Köthen lagen Dessau und Coswig in diesem Fürstentum. Dessau hatte als spätere Residenz große Bedeutung. Ballenstedt gehörte zu Anhalt-Aschersleben und gab den Askanier als Grafen von Ballenstedt ihren Namen. Die Familie regierte das Fürstentum Anhalt-Aschersleben bis 1315. Die Askanier erhielten die Herrschaft Zerbst 1307 von den Herren von Barby, die zuletzt von Anhalt-Köthen verwaltet wurde; das Fürstentum Anhalt-Zerbst wurde allerdings erst 1396 geschaffen.
Anhalt-Köthen wurde unter den Söhnen von Johann II. aufgeteilt, der Sohn Albrechts II. von Anhalt-Zerbst-Köthen war. Die Brüder Siegmund I., Albrecht III. und Waldemar III. regierten zunächst gemeinschaftlich. Waldemar III. starb bald und 1396 entstanden so die Siegmundische Linie (Zerbst) und Albrechtsche Linie (Köthen). Siegmund I. erhielt das Land auf dem rechten Elbufer, Albrecht III. das Land auf dem linken Elbufer. Albrechts III. Söhne Waldemar IV, Adolf I. und Albrecht IV. hatten große Streitigkeiten mit ihrem Cousin Georg I. von Anhalt-Zerbst hinsichtlich des Besitzes. Die Besitzungen wurden später noch anders verteilt. Die Siegmundische Linie erlangte schließlich Teilbesitz der Albrechtschen Linie, die am Anfang des 16. Jahrhunderts endete. Bereits 1468 erlosch der Bernburger Familienzweig und der Besitz kam zur Siegmundischen Linie.
Die Siegmundische Linie teilte sich 1474 erneut in die ältere Dessauer Linie (Anhalt-Dessau; Ernestinisch-Dessauer Familienzweig) und die sogenannte ältere Köthener Linie (Anhalt-Köthen), hier als Bezeichnung verwendet im Sinne von Waldemarisch-Köthenscher Familienzweig. Dabei wird das Sterbedatum Georgs I. herangezogen, wobei alternativ auch die eigentliche vorherige Teilung durch ihn mit dem Jahr 1471 im Schrifttum zu finden ist. Die letztgenannte Linie erlosch mit Wolfgang von Anhalt-Köthen 1566 und der Besitz ging bereits 1562 an die ältere Dessauer Linie. Wolfgang war Sohn von Waldemar VI. von Anhalt-Köthen und Enkel von Georg I. Die ältere Köthener Linie erwarb 1508 einen Teil der Zerbster Lande, der somit auch an die ältere Dessauer Linie überging. Um 1500 versuchte der Magdeburger Erzbischof das Fürstentum seinem eigenen Machtbereich unterzuordnen, was den Verlust der reichsunmittelbaren Stellung bedeutet hätte. Durch die Reichsreform wurden ab 1500 im Heiligen Römischen Reich Reichskreise geschaffen. Die Fürstentümer lagen im Obersächsischen Reichskreis. Wolfgang von Anhalt-Köthen führte 1525 die Reformation ein und war führend unter den protestantischen Landesfürsten. Er unterzeichnete 1530 das Augsburger Bekenntnis, war im Folgejahr Mitbegründer des Schmalkaldischen Bundes und nahm 1546 am Schmalkaldischen Krieg teil.
In der Mitte des 16. Jahrhunderts wurde gesetzgeberisch fortschrittlich vorgegangen, was die Verwaltung moderner machte. Die ältere Dessauer Linie spaltete sich 1546 in die Familienzweige Zerbst, Dessau und Plötzkau. Johann IV. bekam das Zerbster Land, Joachim Dessau und Georg III. Plötzkau.
Da Wolfgang von Anhalt-Köthen († 1566) aus der älteren Köthener Linie kinderlos blieb, fiel sein Land an Joachim Ernst von Anhalt, der Sohn von Johann IV. war und der älteren Dessauer Linie angehörte. Joachim Ernst konnte 1570 die gesamten Besitzungen in einer Hand vereinen und verlegte seinen Regierungssitz nach Dessau.

### Von 1603 bis zur Gegenwart

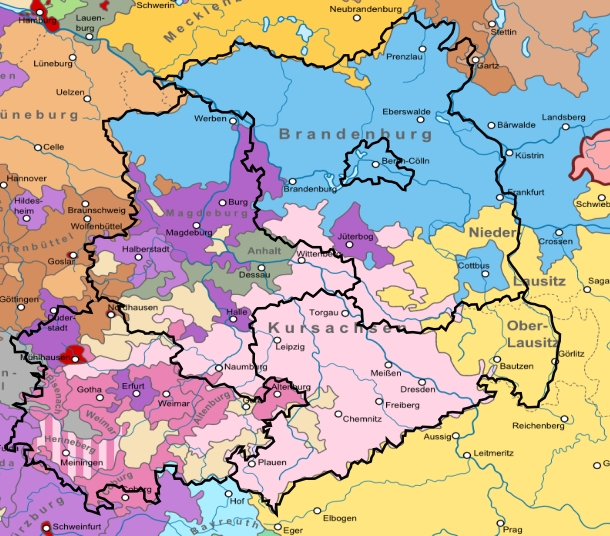
Anhalt (mittig, grün) um 1600 (schwarze Linien: Grenzen heutiger Bundesländer)

Im Jahr 1603 kam es erneut zu einer Erbteilung in die jüngeren Linien Anhalt-Dessau, Anhalt-Bernburg, Anhalt-Köthen und Anhalt-Zerbst. Johann Georg I. wurde Fürst von Anhalt-Dessau und erhielt Stadt, Amt und Schloss Dessau mit Schloss Lippene, die Städte Raguhn und Jeßnitz sowie die Ämter Wörlitz, Sandersleben und Freckleben. Christian I. regierte Anhalt-Bernburg mit Stadt, Amt und Schloss Bernburg, Plötzkau, Hoym und Ballenstedt sowie Harzgerode und Güntersberge. Rudolf stiftete die Linie Anhalt-Zerbst und hatte Stadt, Amt und Schloss Zerbst mit Kermen, Lindau, Roßlau sowie Coswig. Ludwig I. gründete den Familienzweig Anhalt-Köthen und bekam Stadt, Amt und Schloss Köthen mit Brambach, Wulfen, Nienburg und den Marken Jeser, Baalberge, Warmsdorf mit Kolbigh und das Vorwerk Diebzig. August verzichtete zunächst auf Grundbesitz gegen eine Abfindung und erhielt nach Nachverhandlungen 1611 aus dem Bernburger Landesteil Plötzkau, allerdings ohne landeshoheitliche Rechte.
Die Besitzaufteilung hatte nur innerhalb des Gesamtfürstentums Bedeutung. Außerhalb des Fürstentums sprach man mit einer Stimme; mit anderen Worten, man blieb ungeteilt. Anhalt-Plötzkau bestand bis zur Mitte des 17. Jahrhunderts und ging dann an Anhalt-Bernburg. Anhalt-Köthen erlosch 1665. Die Linie Anhalt-Plötzkau erhielt jetzt diesen anderen Besitz und nannte sich Anhalt-Köthen.
Von Kaiser Franz II. erhielt der Fürst von Anhalt-Bernburg 1806 das Recht, sich „Herzog“ zu nennen. 1807 wurden Anhalt-Dessau und Anhalt-Köthen von Napoléon Bonaparte ebenfalls zu Herzogtümern erhoben. Der Zerbster Familienzweig starb 1793 aus, die Köthensche Linie 1847 und 1863 auch die Bernburger Linie. Somit konnte 1863 das Herzogtum Anhalt (Linie Anhalt-Dessau) mit der Residenz Dessau gebildet werden, was das einzige Herrschaftsgebiet nunmehr darstellte und dessen Regenten die Anhaltiner bis zur Abdankung 1918 waren.
Als weniger bedeutsame Linien existierten Anhalt-Köthen-Pless (1755 bis Mitte des 19. Jahrhunderts), Anhalt-Bernburg-Schaumburg (1707–1812) und Anhalt-Harzgerode (1635–1709).
Nach der Abdankung der Askanier blieb Schloss Ballenstedt Wohnsitz der Familie. Joachim Ernst, der ehemals der letzte Herzog war, heiratete im März 1927 Elisabeth Strickrodt; die Ehe wurde bereits 1929 wieder geschieden. Im Oktober 1929 ging er eine Ehe mit Edda-Charlotte von Stephani-Marwitz ein, welche die Kinder Marie Antoinette, Anna Luise, Leopold Friedrich, Edda und Eduard hervorbrachte. Joachim Ernst wurde im Januar 1944 von den Nationalsozialisten festgenommen und kam für drei Monate ins KZ Dachau bei München. Im September 1945 wurde er von sowjetischen Besatzungstruppen verhaftet und in das Internierungslager Buchenwald bei Weimar gebracht, wo er im Februar 1947 starb. Seine Rehabilitierung durch den russischen Staat erfolgte 1992. Ab 1947 war sein Sohn Leopold Friedrich Oberhaupt des Hauses und seit 1963 bis heute ist es sein Sohn Eduard.
Infolge der Abschaffung der Monarchie entstand der Freistaat Anhalt, der ab 1934 als Land Anhalt bezeichnet wurde und bis 1945 bestand. Nach dem Zweiten Weltkrieg existierte zuerst die Provinz Sachsen, die 1946 umbenannt wurde in Provinz Sachsen-Anhalt und 1947 in Land Sachsen-Anhalt. Die Provinz Sachsen war eine Zusammenlegung der Provinzen Halle-Merseburg sowie Magdeburg mit dem Land Anhalt und Teilen des Landes Braunschweig um Blankenburg und Calvörde. Das Land Sachsen-Anhalt mit der Landeshauptstadt Halle gab es für einige Jahre. Im Oktober 1990 wurde das Land Sachsen-Anhalt erneut gegründet. Der historische Name „Anhalt“ ist im Namen des Bundeslandes sowie im Kreisnamen Anhalt-Bitterfeld noch heute existent. Das Gebiet der Evangelische Landeskirche Anhalts entspricht auch in der Gegenwart dem bis 1918 bestehenden Herzogtum. Die ehemalige Residenzstadt Dessau wurde durch die Kreisreform vom 1. Juli 2007 mit Roßlau zu Dessau-Roßlau vereinigt, das nach Halle und Magdeburg die drittgrößte Stadt Sachsen-Anhalts ist. Im Jahr 2012 feierte Anhalt seine 800-jährige Geschichte, womit die Erbteilung von 1212 als Beginn Anhalts betrachtet wurde. Während des Jubiläumsjahres gab es zahlreiche Veranstaltungen.

### Das Haus Anhalt in der Gegenwart

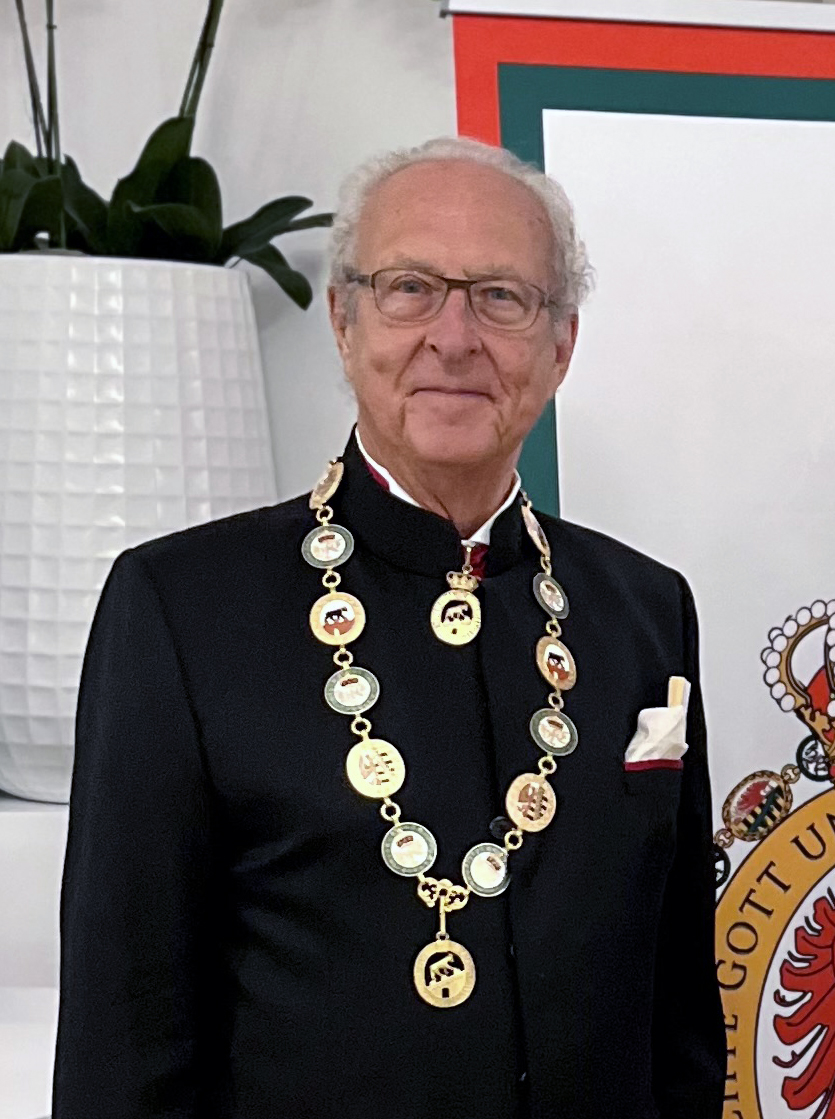
Eduard Prinz von Anhalt, 2023

Die Funktion des Familienoberhauptes nimmt seit 1963 Eduard Prinz von Anhalt wahr. Er wurde 1941 in Ballenstedt geboren und folgte seinem jung bei einem Verkehrsunfall tödlich verunglückten älteren Bruder Leopold Friedrich. Beide sind Söhne des 1947 verstorbenen Joachim Ernst, der bis 1918 noch minderjährig der letzte Herzog war. Das Schloss Ballenstedt befindet sich heute im Eigentum der Stadt Ballenstedt. Die Familie führt das traditionelle Adelsprädikat „Hoheit“, das sowohl für den Chef als auch für die anderen Familienmitglieder benutzt wird. Eduard Prinz von Anhalt ist der letzte männliche Askanier; die Familie wird nach seinem Ableben im Mannesstamm erloschen sein. Das derzeitige Familienoberhaupt und seine drei Töchter sind die einzigen legitimen Abkömmlinge der Askanier im agnatischen Stamm. Es existieren mit den Grafen von Westarp und von Waldersee noch zwei  morganatische Linien des Geschlechts, die aus nicht hausgesetzlichen Verbindungen zweier Fürsten von Anhalt hervorgegangen sind. Eduard Prinz von Anhalt ist mit dem britischen König Charles III. verwandt und hatte den ersten Kontakt mit den Windsors im Jahr 1947 als seine Mutter in den Buckingham Palace in London eingeladen wurde. Verwandtschaftliche Beziehungen bestehen über seinen Großonkel Aribert von Anhalt, der mit einer Enkeltochter von Königin Victoria verheiratet war.
Im Januar 2010 verfügte der Chef des Hauses mit der „Dessauer Erklärung“ die Änderung des Hausgesetzes und die Einführung der weiblichen Erbfolge. Somit ist seine älteste Tochter, Julia Katharina, als zukünftige Chefin des Hauses Anhalt vorgesehen. Innerhalb des deutschen Hohen Adels handelt es sich um ein Novum. Aufgrund der Traditionswidrigkeit der absoluten Primogenitur mit der Möglichkeit einer Nachfolgerin, der nichtadeligen Heirat der designierten Erbin und der Frage, ob monarchische Hausgesetze nach dem Erlöschen der Monarchie überhaupt geändert werden können, ist dieser Beschluss seitens konservativer Vertreter der sog. Adelsverbände umstritten und die Töchternachkommen finden bislang keine Aufnahme in das Gothaische Genealogische Handbuch.
Chefs des Hauses Anhalt
- 1947–1963 Leopold Friedrich (* 1938; † 1963), Sohn von Joachim Ernst
- seit 1963 Eduard (* 1941), Bruder

## Herrschaftsgebiete

### Gesamtüberblick

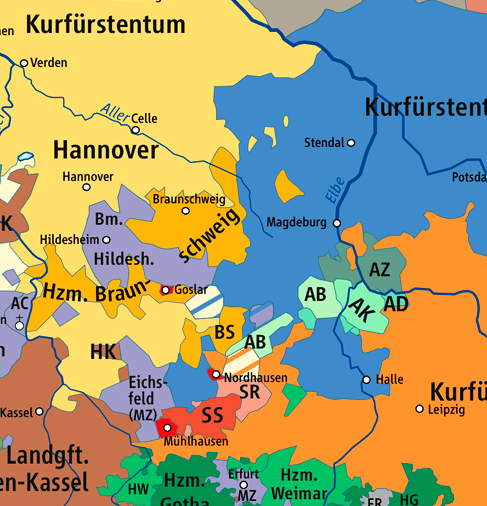
Teilfürstentümer 1789: Anhalt-Bernburg (AB), Anhalt-Köthen (AK), Anhalt-Dessau (AD) und Anhalt-Zerbst (AZ); rechts auf der Karte: Kurfürstentum Brandenburg (blau) und Kurfürstentum Sachsen (orange)

| Auf dem Gebiet von Anhalt - Anhalt-Aschersleben (1252–1315) - Anhalt-Bernburg (1252–1468 und 1603–1863) - Anhalt-Köthen (ab 1252, ab 1603 und 1665–1847) - Anhalt-Dessau (ab 1474, ab 1546 und 1603–1863) - Anhalt-Zerbst (ab 1396, ab 1544(?) und 1603–1793) - Herzogtum Anhalt (1863–1918) - Anhalt-Plötzkau (ab 1544 und 1611–1665) - Anhalt-Harzgerode (um 1635–1709) - Anhalt-Bernburg-Schaumburg-Hoym (1707–1812) - Anhalt-Köthen-Pless (1755–ca. 1840) | Außerhalb von Anhalt - Mark Brandenburg (bis 1320) - Herzogtum Sachsen (später Wittenberg und Lauenburg) - Lüneburg (bis 1388) - Sachsen-Wittenberg (bis 1422) - Weimar-Orlamünde (bis 1486) - Sachsen-Lauenburg (bis 1689) |

### Übersicht zu den Landesteilungen
Bemerkung: Die Albrechtsche Linie erlosch mit Adolf II. von Anhalt-Köthen und Magnus von Anhalt, die bereits 1508 auf die Regierung verzichteten.

## Herrschaft in Anhalt

### Anhalt-Aschersleben

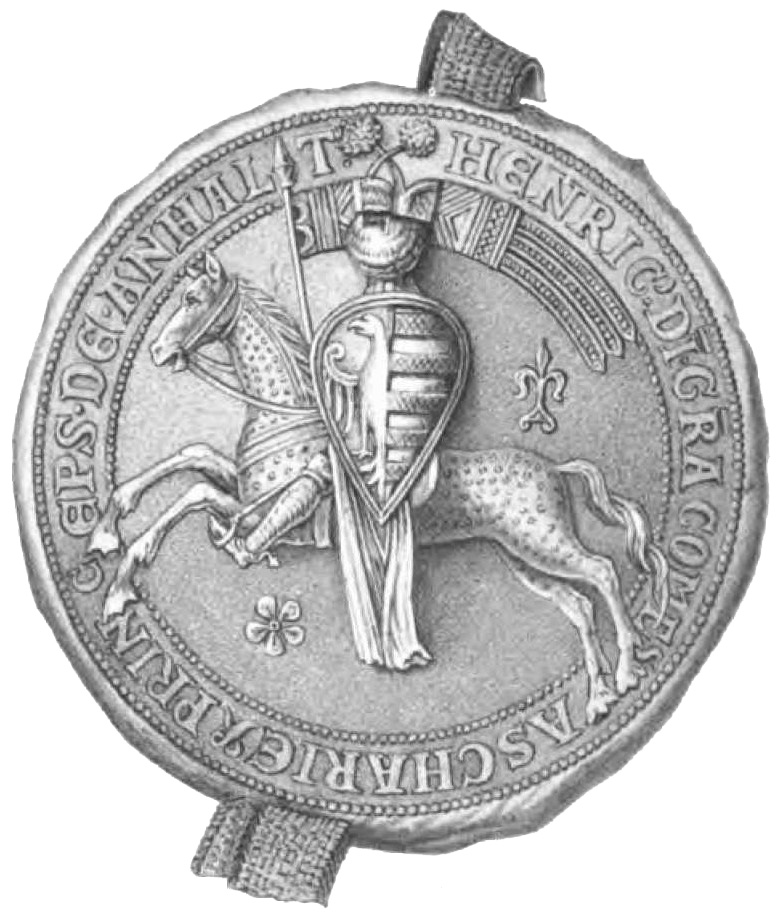
Siegel Heinrichs II.

Die Eigengüter der Askanier zwischen Harz und Elbe blieben bei der Teilung von 1212 bei der anhaltinischen Linie. Heinrich II. war Sohn von Heinrich I. von Anhalt und stiftete 1252 die Linie Anhalt-Aschersleben. Er bekam die Ämter Aschersleben, Gernrode, Hecklingen, Ermsleben und Wörbzig. In Anhalt-Aschersleben lagen auch Ballenstedt und die Burg Anhalt. Aus dieser Gegend stammen die Askanier her. Das Fürstentum fällt 1315 an das Bistum Halberstadt, mit diesem 1648 an die Markgrafschaft Brandenburg. Der Halberstädter Bischof belehnte im Dezember 1316 Bernhard II. von Anhalt-Bernburg, womit Anhalt-Aschersleben als Lehen an Anhalt-Bernburg ging.
Die Regenten von Anhalt-Aschersleben
- 1252–1266 Heinrich II. (* 1215; † 1266), der Fette, Sohn von Heinrich I. von Anhalt
- 1266–1304 Otto I. († 1304), Sohn
- 1266–1283 Heinrich III. († 1307), Sohn von Heinrich II., Mitregent von Otto I.
- 1304–1315 Otto II. († 1315/1316), Sohn von Otto I.

### Fürstentum Anhalt-Bernburg
Bernhard I. (* 1218; † 1287) wurde als Sohn von Heinrich I. von Anhalt geboren und war Stifter der alten Bernburgischen Linie. Fürst Bernhard III. von Anhalt war 1320 der erste, der sich als comes Ascanie bezeichnete. Die Geschichtsschreibung des 19. Jahrhunderts verwendete die Bezeichnung dann für alle Angehörigen der Familie der Grafen von Ballenstedt und Aschersleben seit dem 11. Jahrhundert. Nach dem Tod von Bernhard VI. 1468 erhielt Georg I. von Anhalt-Zerbst die Besitzungen. Eine Burganlage in Bernburg wird 961 und 1138 erwähnt, wobei das erste Datum nicht sicher ist. Unter Wolfgang von Anhalt-Köthen wurde 1538/1539 der Wolfgangsbau bei Schloss Bernburg gebaut, das sich am Ort der früheren Höhenburg befindet.
Christian I. von Anhalt-Bernburg wurde 1595 Statthalter der Oberpfalz im Dienst Kurfürst Friedrichs IV. von der Pfalz und residierte in Amberg. Er vertrat Friedrich IV. bei der Gründung der Protestantischen Union. 1619 hatte er maßgeblichen Einfluss bei der Wahl seines Dienstherrn Friedrich V. von der Pfalz zum böhmischen König.
Kaiser Franz II. erhob im April 1806 Fürst Alexius Friedrich Christian zum Herzog. Anhalt-Bernburg gelangte nach der Regierungszeit von Alexander Carl (* 1805; † 1863) an Leopold IV. Friedrich von Anhalt-Dessau.
Die Regenten von Anhalt-Bernburg
1252–1468

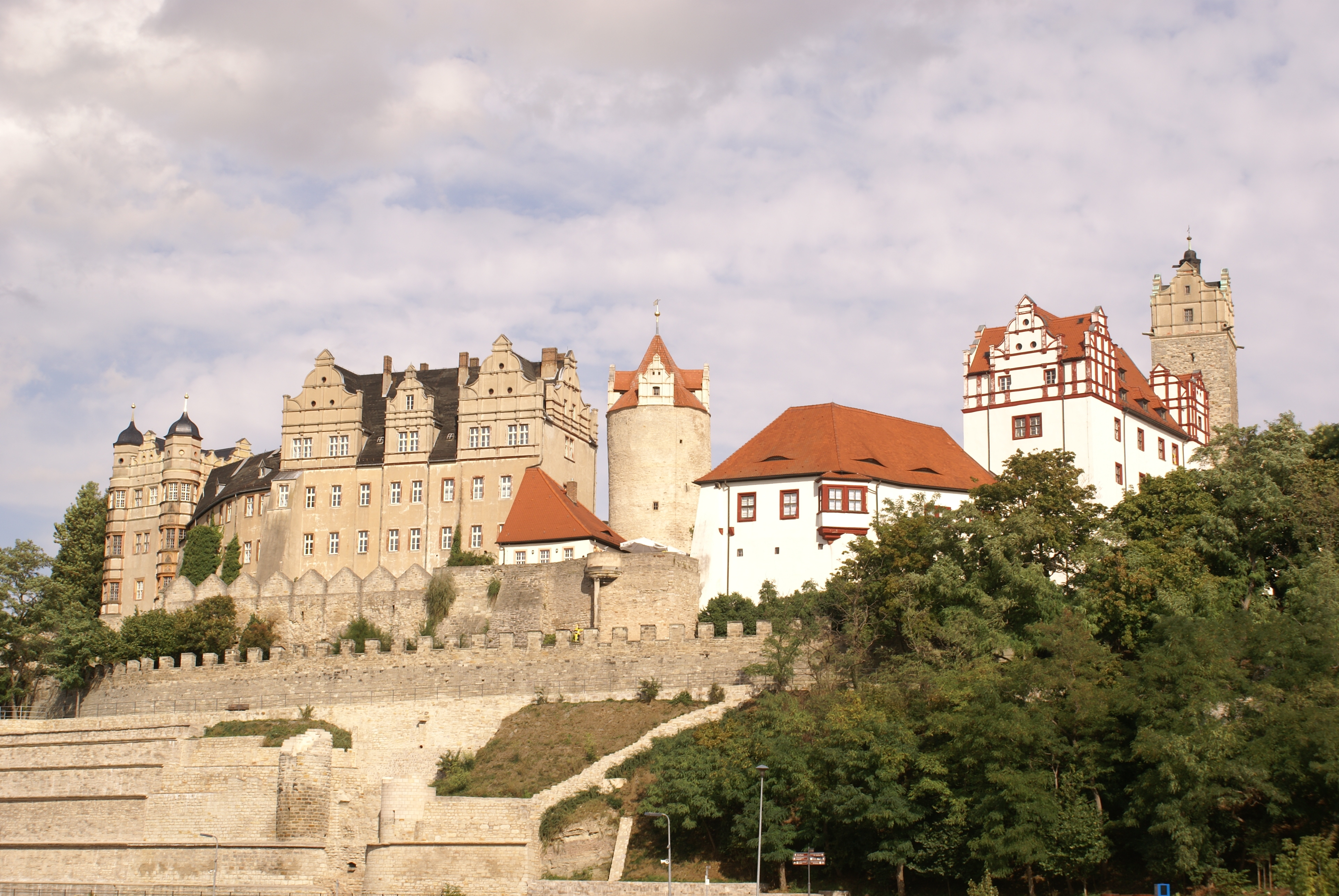
Schloss Bernburg

- 1252–1287 Bernhard I. (* 1218; † 1287), Sohn von Heinrich I. von Anhalt
- 1287–1318 Bernhard II. (* um 1260; † 1323), Sohn
- 1287–1291 Johann I. († 1291), Sohn von Bernhard I., Mitregent von Bernhard II.
- 1318–1348 Bernhard III. († 1348), Sohn von Bernhard II.
- 1348–1354 Bernhard IV. († 1354), Sohn
- 1354–1374 Heinrich IV., Sohn von Bernhard III.
- 1374–1404 Otto III., Sohn von Bernhard III.
- 1404–1420 Bernhard V.
- 1404–1415 Otto IV., Mitregent von Bernhard V.
- 1420–1468 Bernhard VI.
- Georg I. von Anhalt-Zerbst (* 1390; † 1474)

Ab 1468

Das Land fällt 1468 an Georg I. von Anhalt-Zerbst; siehe Abschnitt Fürstentum Anhalt-Zerbst. Ganz Anhalt wurde 1570 durch Erbfälle vereinigt.
1603–1863

Im Jahr 1603 erfolgte eine Teilung in Anhalt-Bernburg, Anhalt-Dessau, Anhalt-Zerbst, Anhalt-Köthen und Anhalt-Plötzkau, wodurch Anhalt-Bernburg neu entstand.
- 1603–1630 Christian I. (* 1568; † 1630), Sohn von Joachim Ernst von Anhalt
- 1630–1656 Christian II. (* 1599; † 1656), Sohn
- 1656–1718 Victor Amadeus (* 1634; † 1718), Sohn
- 1718–1721 Karl Friedrich (* 1668; † 1721), Sohn
- 1721–1765 Victor II. Friedrich (* 1700; † 1765), Sohn
- 1765–1796 Friedrich Albrecht (* 1735; † 1796), Sohn
- 1796–1834 Alexius Friedrich Christian (* 1767; † 1834), Sohn, seit 1806 Herzog
- 1834–1863 Alexander Carl (* 1805; † 1863), Sohn

1863

Das Land fällt an Leopold IV. Friedrich von Anhalt-Dessau; siehe Abschnitt Fürstentum Anhalt-Dessau.
Anhalt-Bernburg-Schaumburg-Hoym

- 1707–1727 Lebrecht (* 1669; † 1727), Sohn von Viktor Amadeus von Anhalt-Bernburg
- 1727–1772 Viktor I. Amadeus Adolf (* 1693; † 1772), Sohn
- 1772–1806 Karl Ludwig (* 1723; † 1806), Sohn
- 1806–1812 Viktor II. Karl Friedrich (* 1767; † 1812), Sohn

### Fürstentum Anhalt-Köthen

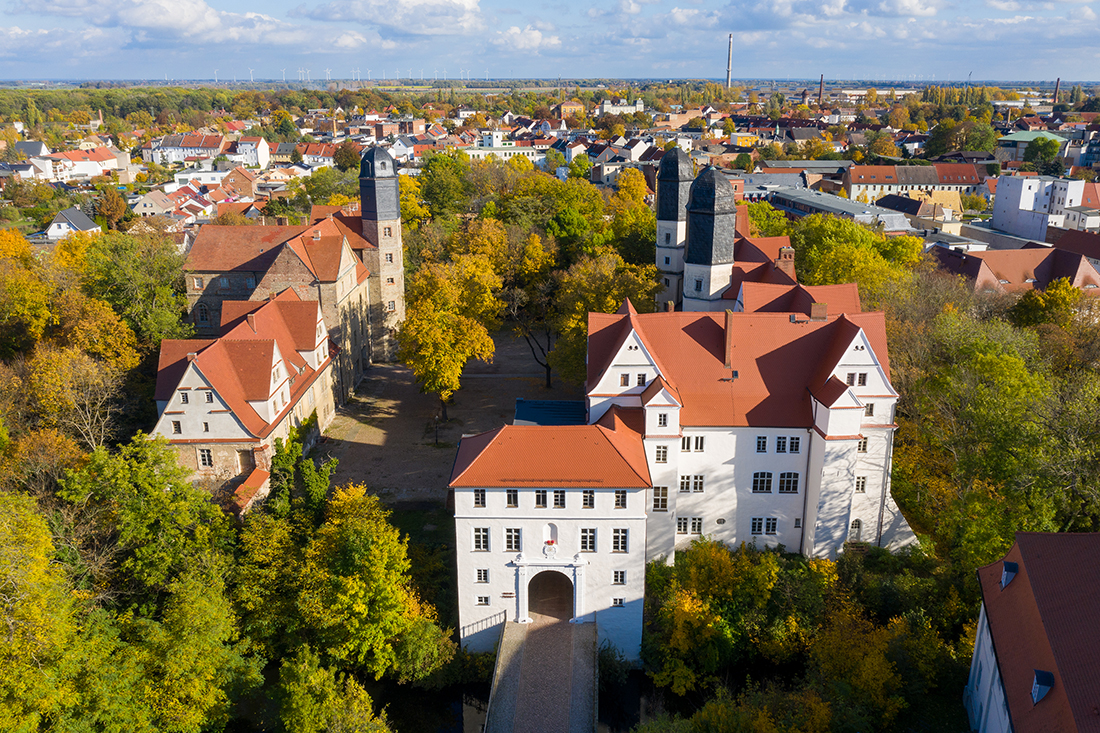
Schloss Köthen

Siegfried I. († 1298) war Sohn von Heinrich I. von Anhalt und erhielt Köthen; sein Gebiet war rechts der Saale und teilweise auch rechts der Elbe. Er stiftete 1272 das Augustiner-Nonnenkloster zu Coswig, dessen Stiftskirche St. Nicolai war. Die Linie Anhalt-Köthen wird in der älteren Literatur abweichend auch als alte Zerbster Linie bezeichnet. Siegfrieds Söhne hießen Albrecht I., Heinrich, Siegfried II. und Hermann.
Der älteste Sohn Albrecht I. wurde Regent und lebte ab 1295 als erster Askanier auf Burg Köthen. 1307 erwarb er von den Herren von Barby die Herrschaft Zerbst. Seine Brüder wurden Geistliche. Ihm folgten in gemeinschaftlicher Regierung seine Söhne Albrecht II. und Waldemar I., die zunächst während der Zeit ihrer Minderjährigkeit unter Vormundschaft von Kurfürst Waldemar von Brandenburg standen.
Johann II. regierte bis 1382 und vererbte seinen Besitz an zwei seiner Söhne. Albrecht III. erhielt die Besitzungen links des Elbufers und Siegmund I. das Land rechts des Elbufers.
Adolf II. von Anhalt-Zerbst und sein Bruder Magnus I. wurden Geistliche und nahmen dennoch gemeinsam die Regierung wahr. Im Jahr 1508 verzichteten sie auf das Fürstentum zugunsten des Albrechtschen Familienzweigs.
Waldemar VI. von Anhalt-Köthen, Sohn Georgs I. von Anhalt-Zerbst, begründete die Waldemarisch-Köthensche Linie.
Dessen Sohn Wolfgang traf Martin Luther 1521 auf dem Reichstag zu Worms und bekannte sich zur Reformation. Er setzte sich 1529 auf dem Reichstag zu Speyer für die Reformation ein. Auch war ein Grund für die frühe Übernahme der Reformation in den Fürstentümern die Nähe zu Wittenberg gewesen. Die alte Burg Köthen wurde durch einen Brand 1547 zerstört und ab 1597 als Schloss Köthen neugebaut.
Die Linie Anhalt-Köthen führte ab 1807 den Herzogtitel. Heinrich (* 1778; † 1847) war der letzte Herzog von Anhalt-Köthen. Das Land fiel an die Linien Anhalt-Bernburg (von Anhalt-Dessau verwaltet) und Anhalt-Dessau. Auf eine Teilung wurde in Hinblick auf das absehbare Erlöschen der Bernburger Linie und den dann eintretenden Erbfall an Anhalt-Dessau verzichtet.
Die Regenten von Anhalt-Köthen
1252–1570
- 1252–1298 Siegfried I. (* um 1230; † nach dem 25. März 1298), Sohn von Heinrich I. von Anhalt, Fürst, ab jetzt ältere Linie Anhalt-Köthen
- 1298–1316 Albrecht I. († 1316), Sohn
- 1316–1362 Albrecht II. († 1362), Sohn
- 1316–1368 Waldemar I., Sohn von Albrecht I.
- 1368–1370 Waldemar II., Sohn
- 1370–1382 Johann II., Sohn von Albrecht II.
- 1382–1392 Waldemar III., Sohn
- 1382–1396 Siegmund I., Sohn von Johann II., Siegmundische Linie (1396), siehe Anhalt-Zerbst
- 1382–1423 Albrecht III., Sohn von Johann II., ab jetzt Albrechtsche Linie (1396), auch mittlere Linie Anhalt-Köthen genannt
- 1423–1471 Waldemar IV., Sohn
- 1423–1436 Adolf I. († 1473), Sohn von Albrecht III.
- 1423–1475 Albrecht IV., Sohn von Albrecht III.
- 1475–1500 Philipp I., Sohn
- 1475–1508 Magnus I., Sohn von Adolf I.
- 1475–1508 Adolf II. von Anhalt-Köthen (* 1458; † 1526), Sohn von Adolf I., Albrechtsche Linie erloschen

1508

Das Land fällt an die Siegmundische Linie (Zerbst).
- 1508–1509 Georg II. von Köthen (* 1454; † 1509), Sohn Georgs I. von Anhalt-Zerbst
- Waldemar VI. von Anhalt-Köthen (* 1450; † 1508), Sohn Georgs I. von Anhalt-Zerbst, Waldemarisch-Köthenscher Familienzweig (Landesteilung von 1474)
- 1508–1562 Wolfgang von Anhalt-Köthen (* 1492; † 1566), Sohn Waldemars VI.

1562 und 1570

Wolfgang von Anhalt-Köthen trat 1562 Besitz an seine Vettern ab. 1570 unter Joachim Ernst: Vereinigung ganz Anhalts durch Erbfälle; siehe Abschnitt Fürstentum Anhalt-Dessau
- 1562–1563 Bernhard VII. (* 1540; † 1570), Sohn von Johann IV. von Anhalt-Zerbst
- 1562–1586 Joachim Ernst (* 1536; † 1586), Sohn von Johann IV. von Anhalt-Zerbst

1603–1847

1603 Teilung in Anhalt-Köthen, Anhalt-Dessau, Anhalt-Bernburg und Anhalt-Zerbst
- 1606–1650 Ludwig I. (* 1579; † 1650), Sohn, ab jetzt neue Linie Anhalt-Köthen
- 1650–1653 vormundschaftlich August von Anhalt-Plötzkau für seinen Neffen Wilhelm Ludwig
- 1653–1659 vormundschaftlich Leberecht und Emanuel von Anhalt-Plötzkau für ihren Cousin Wilhelm Ludwig
- 1650–1665 Wilhelm Ludwig (* 1638; † 1665), Sohn von Ludwig I.

Ab 1665

Die Linie Anhalt-Köthen erlosch, die Linie Anhalt-Plötzkau erbte den Köthener Thron und nannte sich Anhalt-Köthen.
- 1665–1669 Leberecht (* 1622; † 1669), Sohn von August von Anhalt-Plötzkau
- 1665–1670 Emanuel (* 1631; † 1670), Sohn von August, Mitregent von Leberecht
- 1670–1690 vormundschaftlich Anna Eleonore zu Stolberg-Wernigerode für ihren Sohn Emanuel Lebrecht
- 1671–1704 Emanuel Lebrecht (* 1671; † 1704), Sohn von Emanuel
- 1704–1715 vormundschaftlich Gisela Agnes von Rath für ihren Sohn Leopold.
- 1704–1728 Leopold (* 1694; † 1728), Sohn von Emanuel Lebrecht
- 1728–1755 August Ludwig (* 1697; † 1755), Sohn von Emanuel Lebrecht
- 1755–1789 Karl Georg Lebrecht (* 1730; † 1789), Sohn
- 1789–1812 August Christian (* 1769; † 1812), Sohn, seit 1807 Herzog
- 1812–1817 vormundschaftlich Leopold III. Friedrich Franz von Anhalt-Dessau für Ludwig August Friedrich Emil
- 1817–1818 vormundschaftlich Leopold IV. Friedrich von Anhalt-Dessau für Ludwig August Friedrich Emil
- 1812–1818 Ludwig August Friedrich Emil (* 1802; † 1818), Sohn von Ludwig, die Linie Anhalt-Köthen-Plötzkau erlosch
- 1818–1830 Ferdinand, Sohn von Friedrich Erdmann von Anhalt-Köthen-Pleß, Nebenlinie Anhalt-Köthen-Pleß
- 1830–1847 Heinrich (* 1778; † 1847), Sohn von Friedrich Erdmann

Ab 1847

Land fällt an die Linien Anhalt-Bernburg (von Anhalt-Dessau verwaltet) und Anhalt-Dessau. Auf eine Teilung wird in Hinblick auf das absehbare Erlöschen der Anhalt-Bernburger Linie und den dann eintretenden Erbfall an Anhalt-Dessau verzichtet.
Anhalt-Köthen-Pless

Die Regenten von Anhalt-Köthen-Pless

- 1755–1797 Friedrich Erdmann (* 1731; † 1797), Sohn von August Ludwig von Anhalt-Köthen
- 1797–1818 Ferdinand (* 1769; † 1830), Sohn
- 1818–1830 Heinrich (* 1778; † 1847), Sohn von Friedrich Erdmann
- 1830–1841 Ludwig (* 1783; † 1841), Sohn von Friedrich Erdmann, Land an Heinrich, Hz. v. Anhalt-Köthen zurück
- 1841–1847 Heinrich (* 1778; † 1847)

Der Besitz fällt als Allodialerbe an den Neffen Graf Hans Heinrich X. von Hochberg-Fürstenstein.

### Fürstentum Anhalt-Zerbst

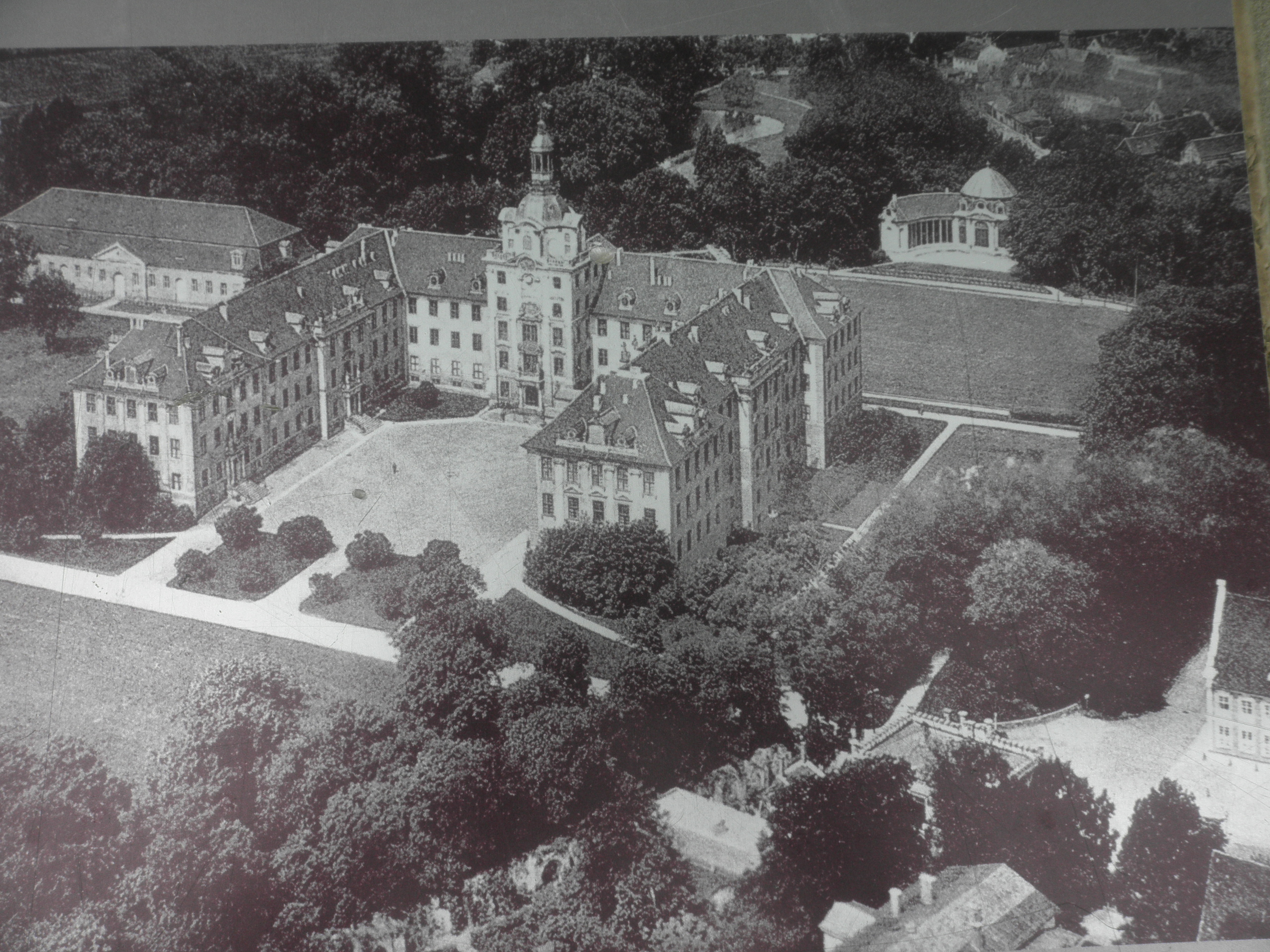
Schloss Zerbst (historische Aufnahme)

Die Besitzungen wurden vor 1396 gemeinsam mit Köthen und Dessau verwaltet.
Siegmund I. bekam das Land auf dem rechten Elbufer (Zerbst), was die Siegmundische Linie begründete (1396). Sein Sohn Georg I. erhielt 1468 das Bernburger Land. Mit der Witwe Bernhards VI. gab es deswegen Streitigkeiten.
Johann VI. führte 1644 das lutherische Glaubensbekenntnis öffentlich ein und calvinistische Prediger wurden im Anschluss ersetzt.
Im Mai 1681 erfolgte die Grundsteinlegung für den Hauptteil des Zerbster Schlosses. Die Zerbster Linie wurde 1793 nicht mehr weitergeführt und der Besitz fiel 1797 an die anderen Brüder. Die Köthensche Linie endete 1847 und Köthen wurde 1853 mit Dessau vereinigt. Nachdem ebenfalls die Bernburger Linie 1863 ausstarb, wurde unter Leopold IV. Friedrich († 1871) das Herzogtum Anhalt gebildet. Anhalt-Zerbst bekam durch Erbe 1667 die Herrschaft Jever.
Bis 1797 gehörte Roßlau als Quedlinburger Lehen dem Fürsten zu Anhalt-Zerbst, kam dann an Anhalt-Köthen, wo es den Teil „Neu-Köthensch“ bildete, und fiel 1847 endgültig an Anhalt-Dessau.

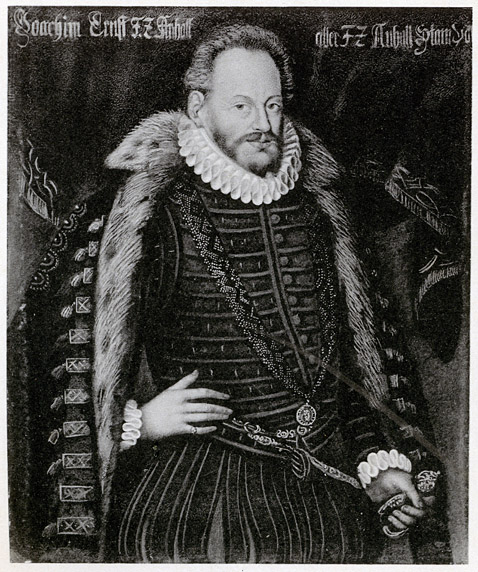
Joachim Ernst regierte ab 1570 das gesamte Anhalt

Die Regenten von Anhalt-Zerbst
- 1396–1405 Siegmund I., Siegmundische Linie (1396)
- 1405–1474 Georg I. (* um 1390; † 1474), Sohn
- 1480–1508 Adolf

Ab 1546 (oder 1544)

1544 Teilung des Gebiets in Anhalt-Plötzkau, Anhalt-Dessau und Anhalt-Zerbst
- 1544–1551 Johann IV. (* 1504; † 1551), Sohn von Ernst von Anhalt († 1516) und Enkel von Georg I.
- 1551–1561 Karl (* 1534; † 1561), Sohn
- 1565–1570 Bernhard VII. (* 1540; † 1570), Sohn von Johann IV., Mitregent
- 1561–1586 Joachim Ernst (* 1536; † 1586), Sohn von Johann IV.

1570 Vereinigung ganz Anhalts durch Erbfälle
1603 Teilung

1603 Teilung des Gebietes in Anhalt-Dessau, Anhalt-Bernburg, Anhalt-Köthen, Anhalt-Plötzkau und Anhalt-Zerbst
- 1603–1621 Rudolf I. (* 1576; † 1621), Sohn von Joachim Ernst
- 1621–1642 vormundschaftlich August von Anhalt-Plötzkau für seinen Neffen Johann VI.
- 1621–1667 Johann VI. (* 1621; † 1667), Sohn von Rudolf I.
- 1667–1674 vormundschaftlich Sophie Auguste von Schleswig-Holstein-Gottorf für ihren Sohn Karl Wilhelm
- 1667–1718 Karl Wilhelm (* 1652; † 1718), Sohn von Johann VI.
- 1667–1704 Johann Ludwig I. (* 1656; † 1704), Sohn von Johann VI., Mitregent
- 1718–1742 Johann August (* 1677; † 1742), Sohn von Karl Wilhelm
- 1742–1747 Christian August (* 1690; † 1747), Sohn von Johann Ludwig I.
- 1742–1746 Johann Ludwig II. (* 1688; † 1746), Sohn von Johann Ludwig I., Mitregent
- 1747–1752 vormundschaftlich Johanna Elisabeth von Holstein-Gottorf für ihren Sohn Friedrich August

Anhalt-Zerbst erlischt 1793
- 1747–1793 Friedrich August (* 1734; † 1793), Sohn von Christian August.

Das Land wurde aufgeteilt auf Anhalt-Dessau, Anhalt-Köthen und Anhalt-Bernburg.

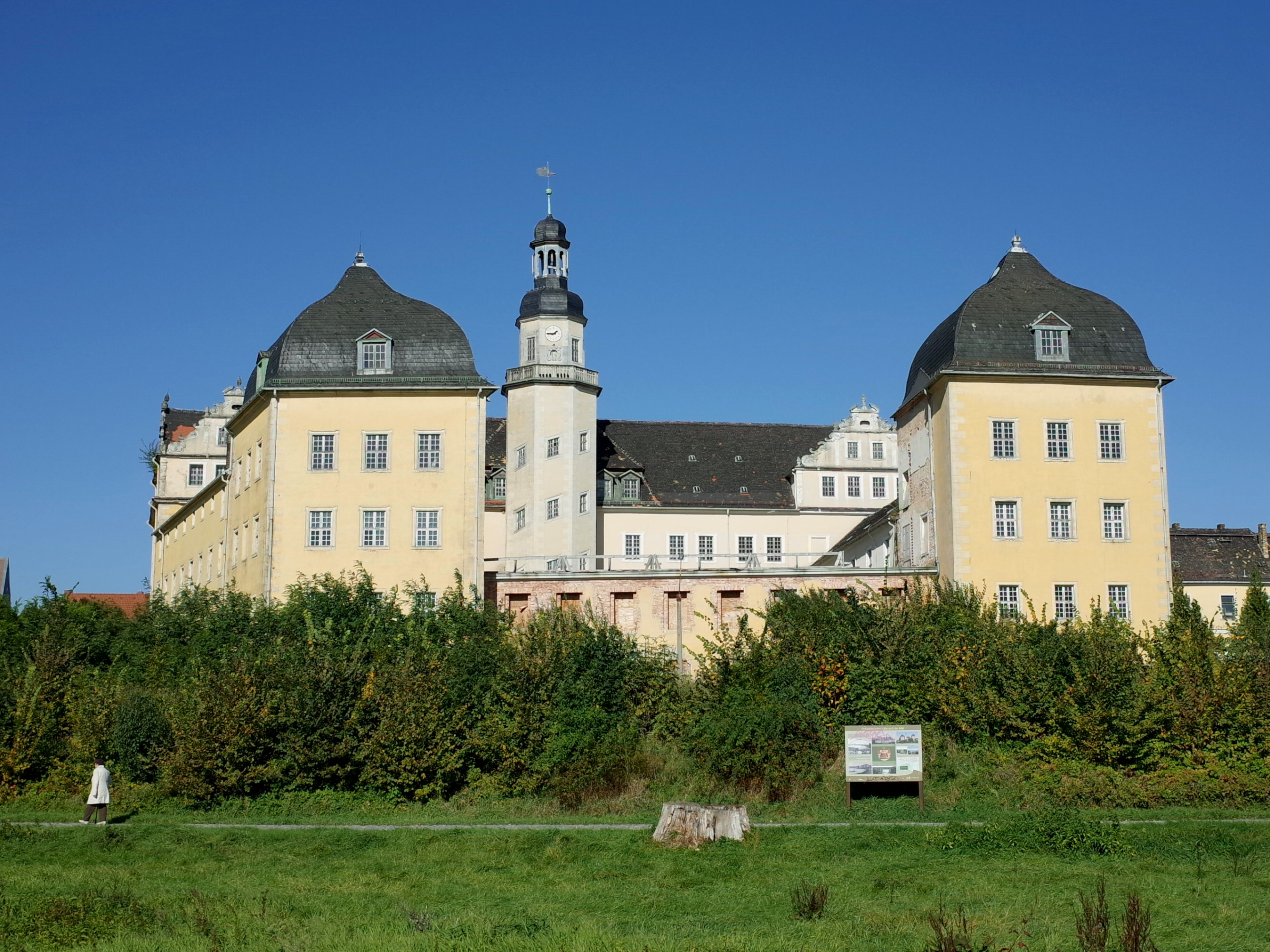
Schloss Coswig, 1667–1677 erbaut als Witwensitz
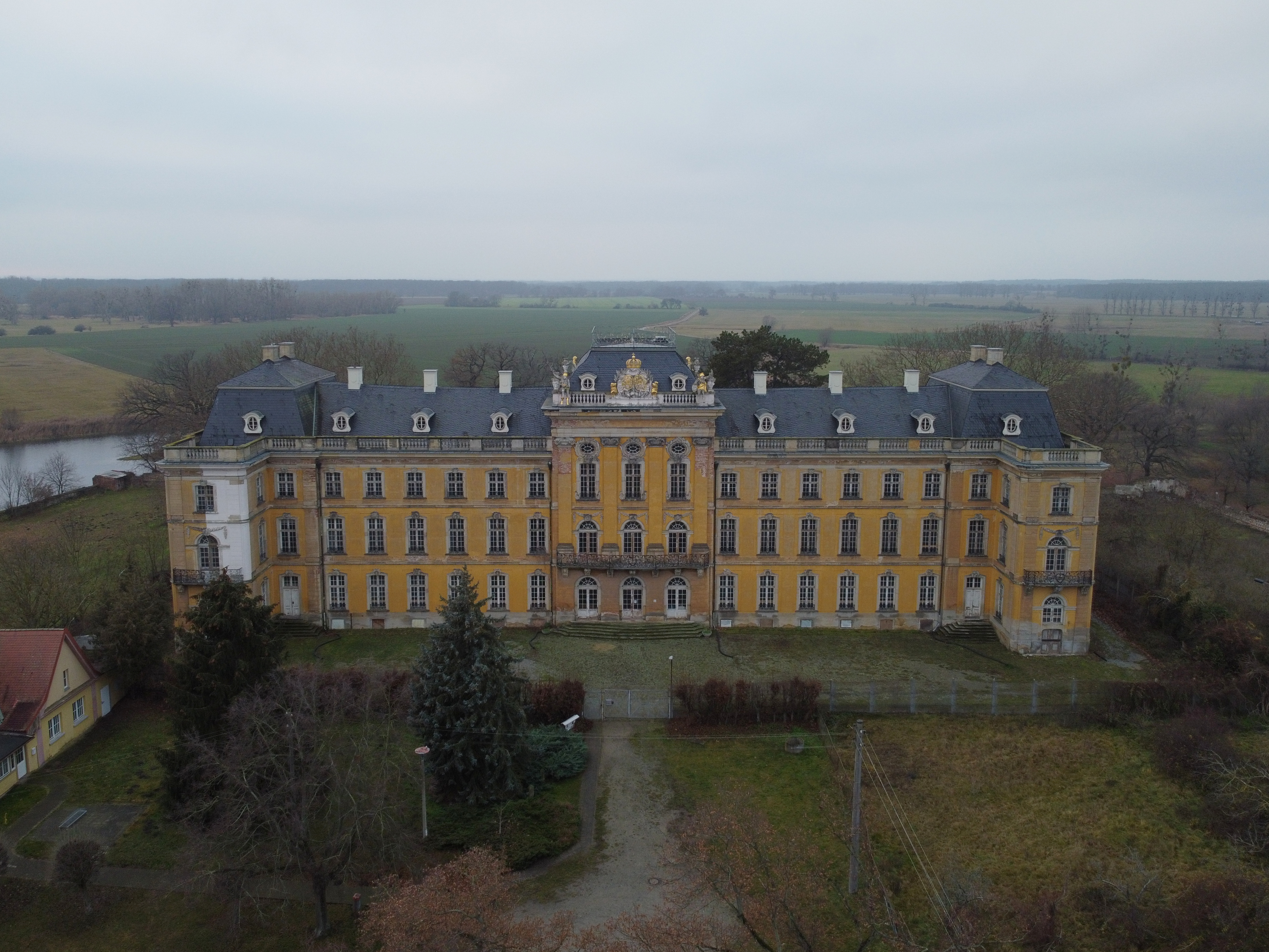
Schloss Dornburg, errichtet ab 1750 als Witwensitz für die Fürstinmutter Johanna Elisabeth, Mutter Katharinas der Großen

### Fürstentum Anhalt-Dessau

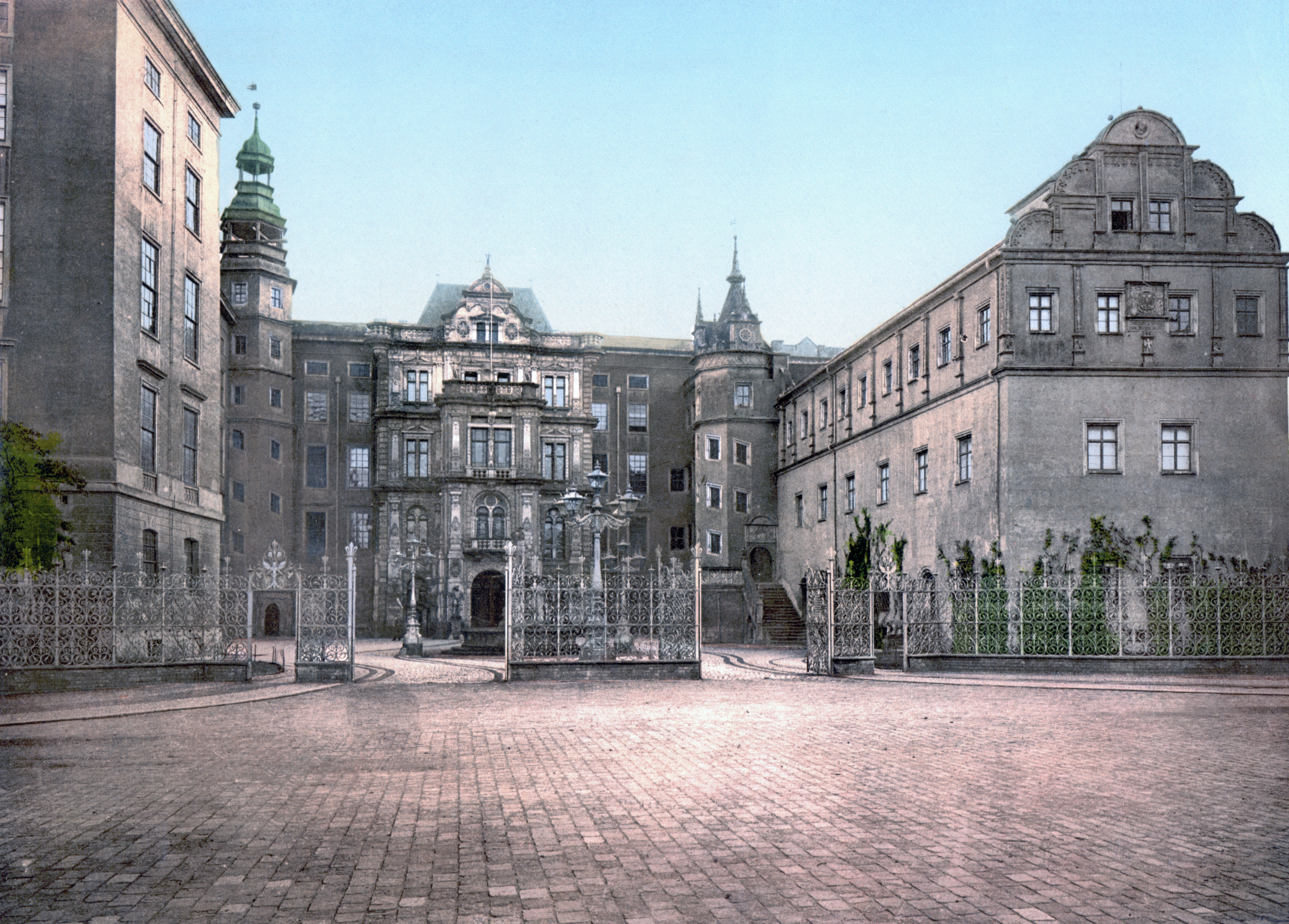
Residenzschloss Dessau, Aufnahme um 1900

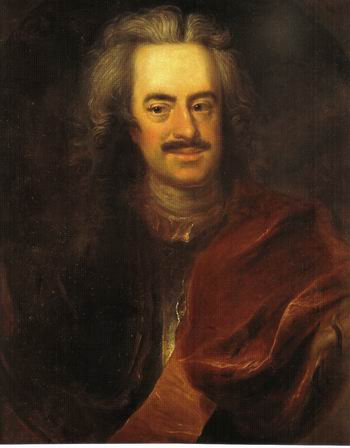
Leopold I. von Anhalt-Dessau

Anhalt im 18. Jahrhundert mit Bernburg, Köthen, Zerbst und Dessau

Erst 1474 entstand eine eigene Nebenlinie des Fürstenhauses in Dessau. Ernst († 1516) wurde als Sohn von Georg I. von Anhalt-Zerbst geboren und begründete die Ernestinisch-Dessauer Linie (Anhalt-Dessau). Sein Bruder Sigismund III. starb bereits 1487 und war ebenfalls ein Fürst von Anhalt-Dessau. Der Neubau des Residenzschlosses Dessau entstand nach herrschender Auffassung ab circa 1530.
Joachim Ernst von Anhalt († 1586), Sohn von Johann IV. von Anhalt-Zerbst, verfügte ab 1570 über den gesamten anhaltinischen Besitz und wählte Dessau als Residenz. In einer Teilung zwischen Joachim Ernsts Söhnen 1603 bekam Johann Georg Anhalt-Dessau, Christian Anhalt-Bernburg, Rudolf Anhalt-Zerbst und Ludwig Anhalt-Köthen. Johann Georg I. übernahm von 1586 bis 1606 die Alleinregierung, da seine Brüder noch minderjährig waren. Die Erbteilung wurde in einem Vertrag 1603 niedergeschrieben und drei Jahre später realisiert. Auch wurde Johann Georg I. Senior der Familie. Er starb 1618 unmittelbar vor Beginn des Dreißigjährigen Kriegs, womit sein Sohn Johann Kasimir die Regierung übernahm. Während des Dreißigjährigen Krieges kam es bei der Schlacht bei Dessau am 25. April 1626 zu einer Konfrontation der protestantischen Truppen unter Ernst von Mansfeld mit den katholischen Truppen unter Wallenstein.
Im Jahr 1660 folgte Johann Georg II. seinem Vater Johann Kasimir als Regent. Unter seiner Regierung kam Groß-Alsleben als Besitz hinzu. Für seine Frau Henriette Katharina aus dem Haus Oranien-Nassau wurde ab 1681 östlich von Dessau Schloss Oranienbaum gebaut. Johann Georg II. war ein Schwager des Kurfürsten Friedrich Wilhelm von Brandenburg.
Leopold I., genannt „Der Alte Dessauer“ (* 1676; † 1747), war preußischer Heeresreformer und Generalfeldmarschall. Seine Hauptleistung stellte die Reform der preußischen Armee dar, vor allem der Infanterie. Sein Regiment wurde zum Modell für die ganze preußische Armee. Leopold übernahm 1698 die Regierung in Anhalt-Dessau. Im gleichen Jahr heiratete er auch Anna Luise Föhse, die Tochter eines Hofapothekers in Dessau. Kaiser Leopold I. ist es zu verdanken, dass den Kindern aus dieser Verbindung die Thronfolge möglich war. Der Alte Dessauer hatte ökonomisch bedeutsamen Privatbesitz im Raum Norkitten; der Ort heißt heute Meschduretschje und befindet sich in der Oblast Kaliningrad. Das Kunstmuseum Anhaltische Gemäldegalerie Dessau im Schloss Georgium im Dessau-Wörlitzer Gartenreich geht auf die Gemäldesammlung einer Tochter Leopolds, der Prinzessin Henriette Amalie, zurück.
Leopold III. Friedrich Franz ließ den Wörlitzer Park erstellen, einem Landschaftsgarten im englischen Stil.
Die Regenten von Anhalt-Dessau

Ab 1474

Es erfolgte eine Teilung des Gebiets bei den Söhnen von Georg I. von Anhalt-Zerbst in erstmals Anhalt-Dessau und wiederum Anhalt-Köthen.
- 1474–1516 Ernst (* 1454; † 1516), Fürst von Anhalt-Dessau, begründete den Ernestinisch-Dessauer Familienzweig (auch ältere Dessauer Linie bzw. Landesteilung von 1474)
- 1474–1487 Sigismund III. (* 1456; † 1487), Fürst von Anhalt-Dessau, Mitregent
- 1474–1509 Georg II. (* 1454; † 1509), Mitregent
- 1474–1510 Rudolf IV. (* um 1466; † 1510), Mitregent

1546 (oder 1544) Gebietsteilung

Teilung des Gebiets in Anhalt-Plötzkau, Anhalt-Dessau und Anhalt-Zerbst
- 1509–1561 Joachim (* 1509; † 1561), Sohn von Ernst
- 1516–1551 Johann IV. (* 1504; † 1551), Sohn von Ernst, Mitregent
- 1530–1553 Georg III., der Gottselige, Sohn von Ernst, Mitregent
- 1561–1586 Joachim Ernst von Anhalt (* 1536; † 1586), Sohn von Johann IV.

Im Jahr 1570 Vereinigung ganz Anhalts durch Erbfälle.
- 1586–1618 Johann Georg I. (* 1567; † 1618), Sohn

Im Jahr 1606 (Vertrag 1603)

Teilung des Gebietes in Anhalt-Dessau, Anhalt-Bernburg, Anhalt-Köthen, Anhalt-Plötzkau und Anhalt-Zerbst.
- 1618–1660 Johann Kasimir (* 1596; † 1660), Sohn
- 1660–1693 Johann Georg II. (* 1627; † 1693), Sohn
- 1693–1698 vormundschaftlich Henriette Katharina, Witwe von Johann Georg II., für ihren Sohn Leopold I.
- 1693–1747 Leopold I. (* 1676; † 1747), der Alte Dessauer, Sohn von Johann Georg II.
- 1747–1751 Leopold II. (* 1700; † 1751), Sohn
- 1751–1758 vormundschaftlich Dietrich für seinen Neffen Leopold III.
- 1751–1817 Leopold III. Friedrich Franz (* 1740; † 1817), Vater Franz, Sohn von Leopold II., ab 1807 Herzograng

Herzogtum Anhalt 1863
- 1817–1863 Leopold IV. Friedrich (* 1794; † 1871), Sohn von Friedrich, ab August 1863 „Herzog von Anhalt“ genannt. Siehe Abschnitt Herzogtum Anhalt.

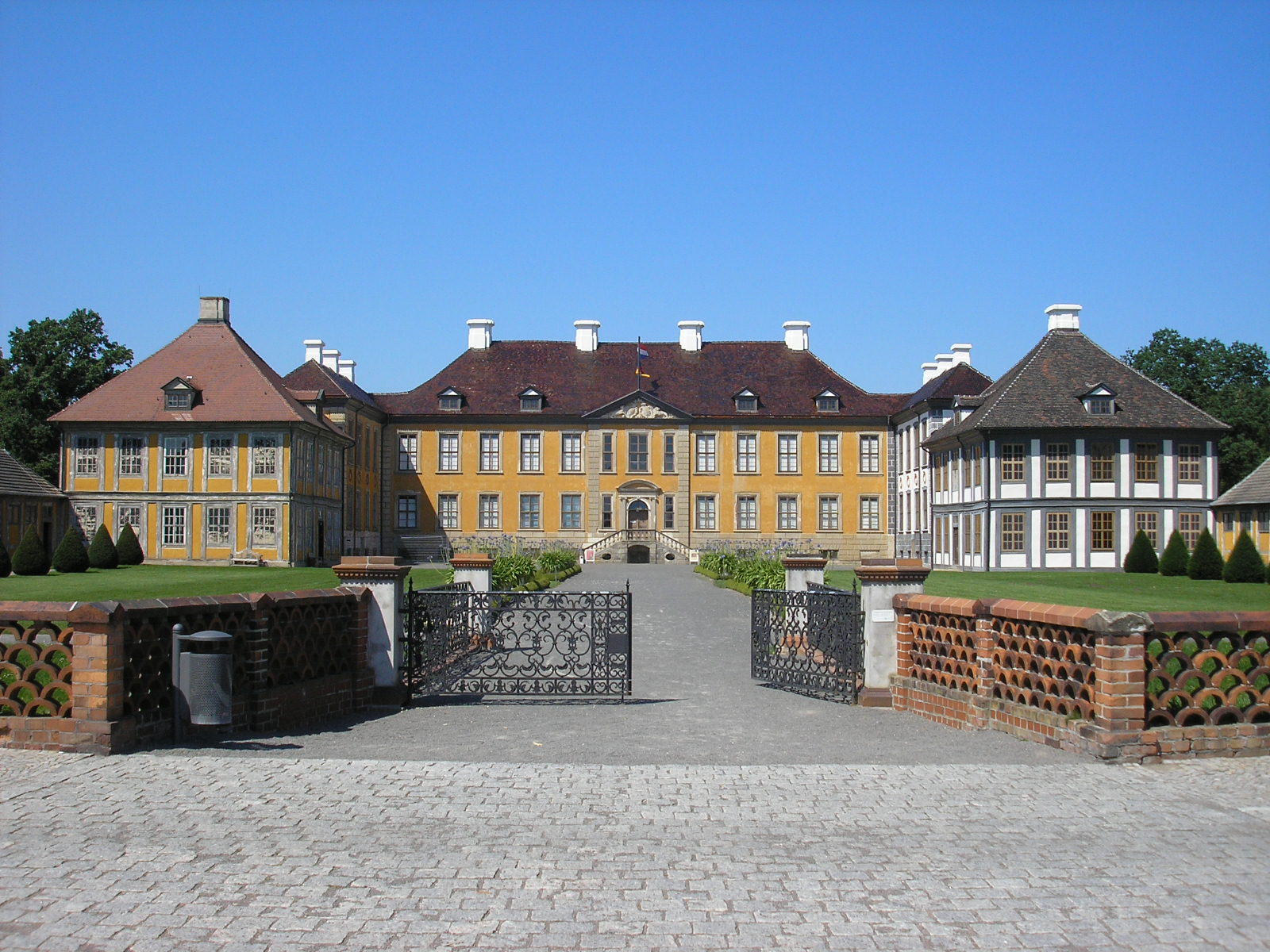
Schloss Oranienbaum, ab 1683 Sommersitz der Henriette Catharina von Oranien-Nassau, Gemahlin Fürst Johann Georgs II.
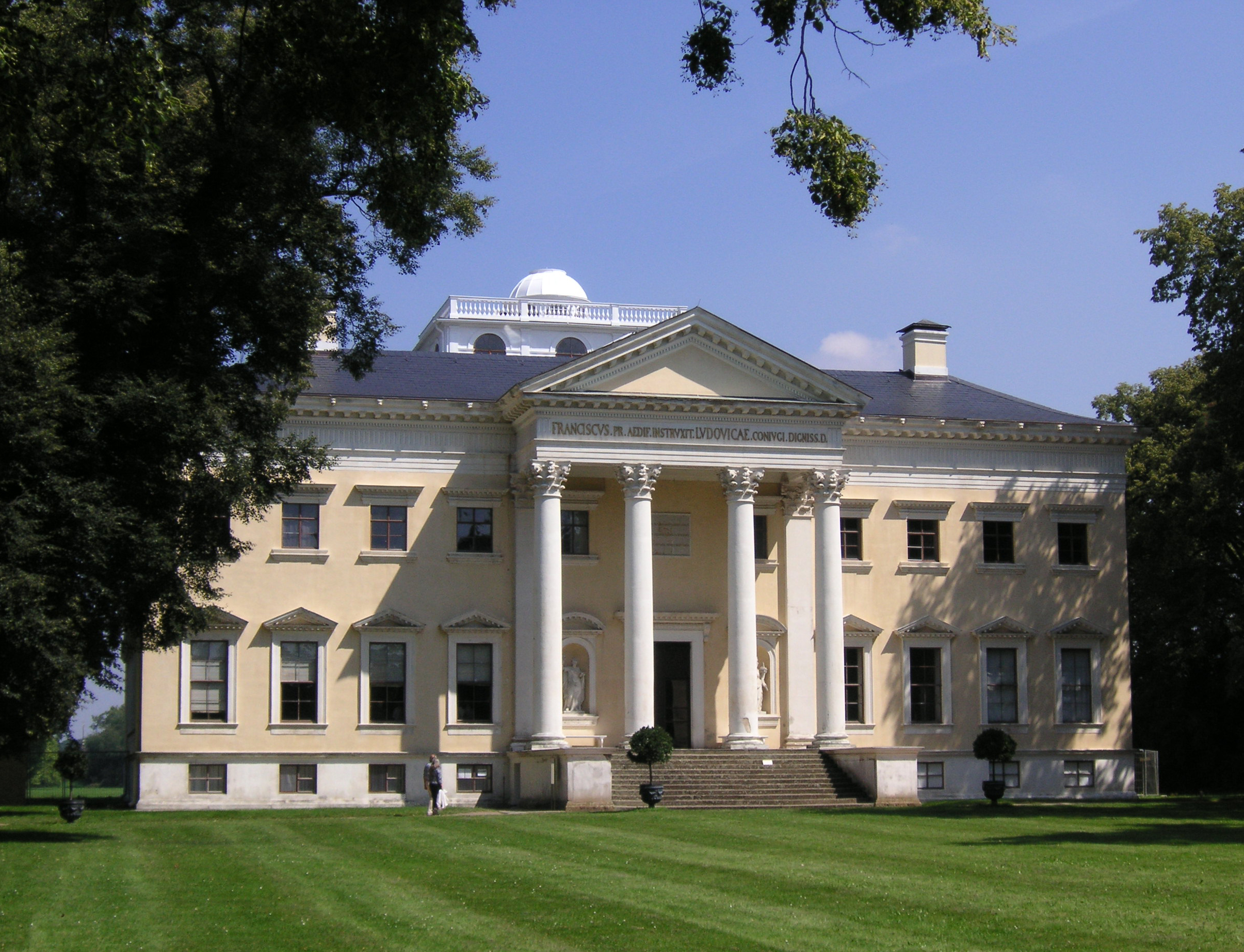
Schloss im Wörlitzer Park, errichtet von 1769 bis 1773 durch Leopold III. Friedrich Franz
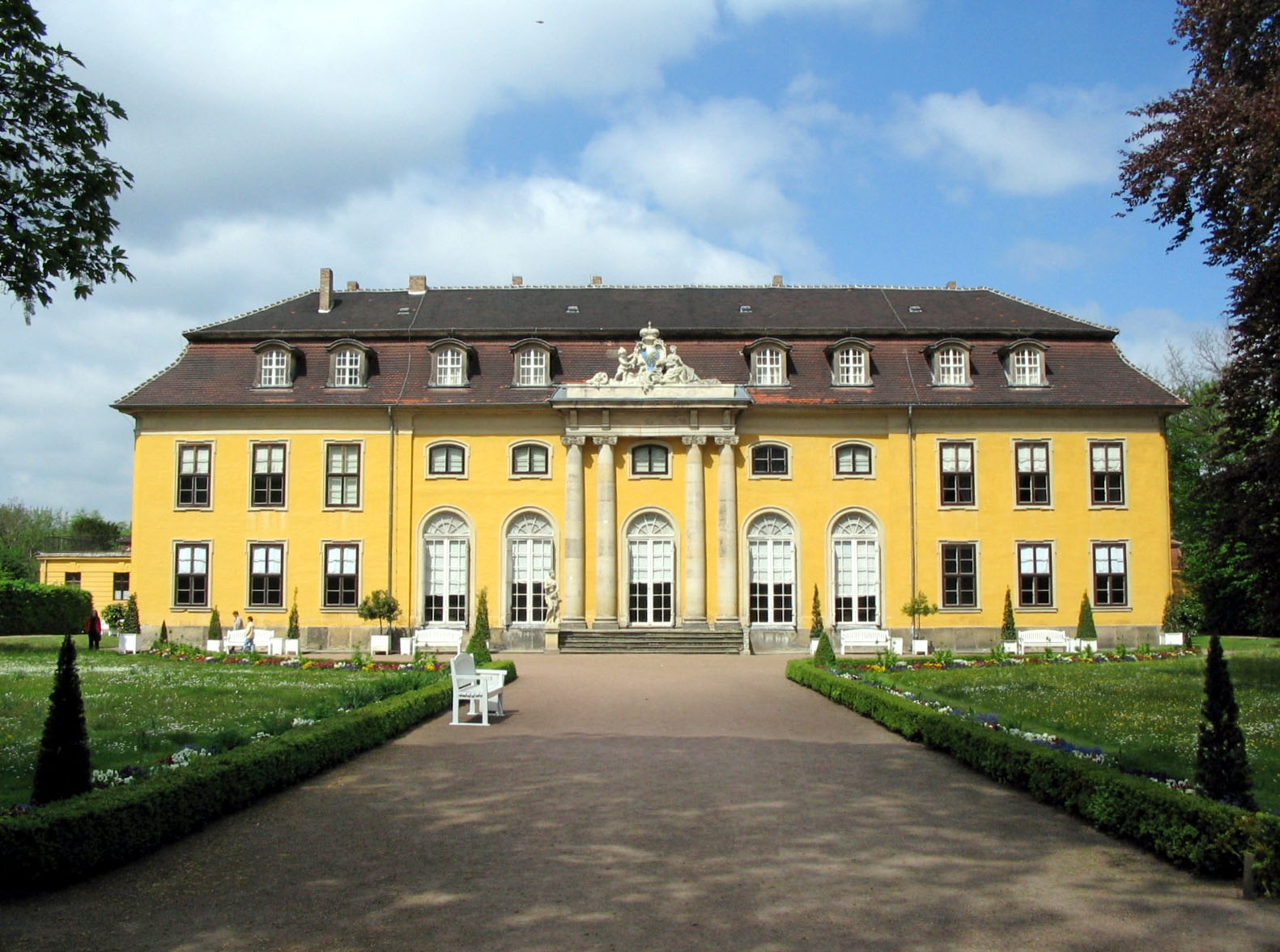
Schloss Mosigkau, errichtet 1752–57 für Prinzessin Anna Wilhelmine

### Anhalt-Plötzkau

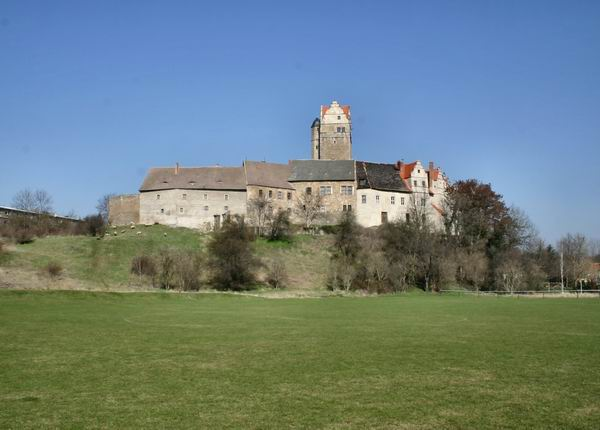
Schloss Plötzkau

Die Burg Plötzkau gehörte einst zur Grafschaft Plötzkau. Das Fürstentum Anhalt-Plötzkau entstand erstmals 1544 nach der Teilung von Anhalt-Dessau und erneut am Anfang des 17. Jahrhunderts. Georg III. von Anhalt-Plötzkau trat 1533 zum Luthertum über und führte dieses im Folgejahr im Fürstentum ein. Die Evangelische Landeskirche Anhalts feierte den 500. Geburtstag Georgs III. am 15. August 2007 mit einer Ausstellung und Konferenz.
Die Regenten von Anhalt-Plötzkau
- 1544–1553 Georg III. (* 1507; 1553), der Gottselige, Sohn von Ernst von Anhalt. Das Land fällt wieder an Anhalt-Zerbst.
- 1611–1653 August (* 1575; † 1653), durch Ausgliederung von Anhalt-Bernburg
- 1653–1654 vormundschaftlich Leberecht und Emanuel für ihren Bruder Ernst Gottlieb
- 1653–1654 Ernst Gottlieb (* 1620; † 1654), Sohn von August
- 1654–1665 Leberecht (* 1622; † 1669) und Emanuel (* 1631; † 1670) gemeinschaftlich (Übernahme von Anhalt-Köthen; Anhalt-Plötzkau geht an Anhalt-Bernburg zurück)

### Anhalt-Harzgerode
Anhalt-Harzgerode entstand 1635 aus der Teilung von Anhalt-Bernburg und fiel 1709 wieder an dieses zurück.
Die Regenten von Anhalt-Harzgerode

- 1635–1670 Friedrich (* 1613; † 1670), Sohn von Christian I. von Anhalt-Bernburg
- 1670–1709 Wilhelm (* 1643; † 1709), Sohn

Das Land fällt wieder an Anhalt-Bernburg.

### Herzogtum Anhalt

Das Herzogtum Anhalt, angrenzend an Preußen und Braunschweig

Die Zerbster Linie wurde 1793 nicht mehr weitergeführt und der Besitz fiel 1797 an die anderen Brüder. Die Köthensche Linie endete 1847 und Köthen wurde 1853 mit Dessau vereinigt. Als 1863 auch die Bernburger Linie ausstarb, wurde unter Herzog Leopold IV. Friedrich († 1871) das Herzogtum Anhalt geschaffen. Ab diesem Jahr führte er den Titel Herzog von Anhalt und nicht mehr wie zuvor Herzog von Anhalt-Dessau.
Das Herzogtum bildete ein geschlossenes Staatsgebiet, abgesehen von dem Kreis Ballenstedt und den Exklaven Großalsleben, Tilkerode, Mühlingen, Dornburg und Gödnitz. Innerhalb des Herzogtums lagen die preußischen Enklaven Priorau-Schierau-Möst, Löbnitz, Repau und Pösigk. Hauptstadt von Anhalt war Dessau im Osten des Herzogtums. Residenzen befanden sich neben in Dessau auch in Oranienbaum, Mosigkau, Ballenstedt, Bernburg, Köthen und Zerbst. Die Bevölkerungszahl betrug im Jahr 1910 etwa 331.000 Einwohner; die Stadt Dessau hatte rund 55.000 Einwohner. Die evangelische Glaubensrichtung war nahezu komplett verbreitet, nur 4 Prozent waren Katholiken und 0,5 Prozent Juden. Organisatorisch gab es ab 1863 die Kreise Dessau, Bernburg, Zerbst, Köthen, Ballenstedt und Coswig. Ab 1866 war das Gebiet des Kreises Coswig ein Teil des Kreises Zerbst. Durch die preußische Berlin-Anhaltische Eisenbahn-Gesellschaft wurde ab 1841 eine durchgehende Verbindung von Berlin zum Bahnhof Köthen geschaffen.
Im Bundesbeschluss vom 14. Juni 1866 stimmte das Herzogtum Anhalt mit Preußen, trat 1867 dem Norddeutschen Bund und 1871 dem Deutschen Reich bei. Der Landtag setzte sich aus 36 Abgeordneten zusammen. Der Herzog ernannte 2 Abgeordnete, 8 Abgeordnete repräsentierten die meistbesteuerten Grundbesitzer, 2 die meistbesteuerten Handel- und Gewerbetreibenden, 14 Abgeordnete vertraten die Städte und 10 Abgeordnete die ländlichen Gebiete.
Das Herzogtum existierte bis zur Novemberrevolution im Jahr 1918, als Arbeiter und Soldaten in Anhalt demonstrierten und Wandel forderten, wobei dies friedlich geschah. Die Sozialdemokraten sprachen sich für eine Abdankung der herzoglichen Familie aus. Prinzregent Aribert von Anhalt erklärte stellvertretend für den minderjährigen Herzog Joachim Ernst am 12. November 1918 für die Askanier den Thronverzicht.
Am 30. Dezember 1918 wurde die Joachim-Ernst-Stiftung durch Aribert von Anhalt gegründet, die 1947 in Kulturstiftung Dessau-Wörlitz umbenannt wurde. Die Stiftung betreut den Großteil des Gartenreiches Dessau-Wörlitz mit mehreren Landschaftsparks.
Das Gebiet des Herzogtums Anhalt wurde erstmals 1947 nach dem Zweiten Weltkrieg in der Sowjetischen Besatzungszone und endgültig 1990 mit der Deutschen Wiedervereinigung Teil des Landes Sachsen-Anhalt.
Staatsoberhäupter und Herzöge
- 1863–1871 Leopold IV. Friedrich (* 1794; † 1871), Sohn von Friedrich von Anhalt-Dessau
- 1871–1904 Friedrich I. (* 1831; † 1904), Sohn
- 1904–1918 Friedrich II. (* 1856; † 1918), Sohn
- 1918 Eduard (* 1861; † 1918), Sohn von Friedrich I.
- 1918 Joachim Ernst (* 1901; † 1947), Sohn, unter Vormundschaft des Regenten Aribert

Staatsminister bzw. Vorsitzende des Staatsministeriums
- 1863–1868 Karl Friedrich Ferdinand Sintenis (* 1804; † 1868)
- 1868–1875 Alfred von Larisch (* 1819; † 1897)
- 1875–1892 Anton von Krosigk (* 1820; † 1892)
- 1892–1903 Kurt von Koseritz (* 1838; † 1916)
- 1903–1909 Johann (Hans) Nikolaus Michael Louis von Dallwitz (* 1855; † 1919)
- 1910–1918 Eduard Hermann Ernst von Laue (* 1855; † 1923)[41]
- 1918 Max Gutknecht (* 1876; † 1935)

Galerie

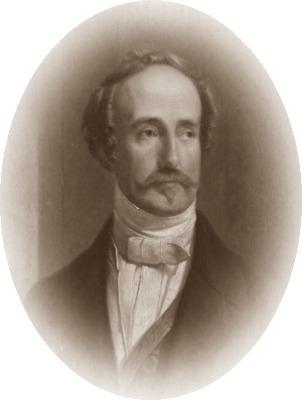
Leopold IV. Friedrich
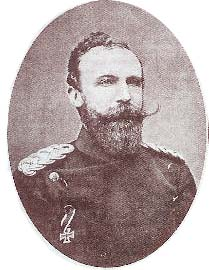
Friedrich I.
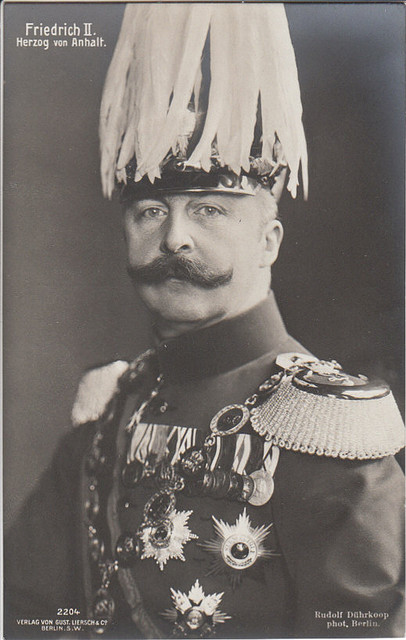
Friedrich II.
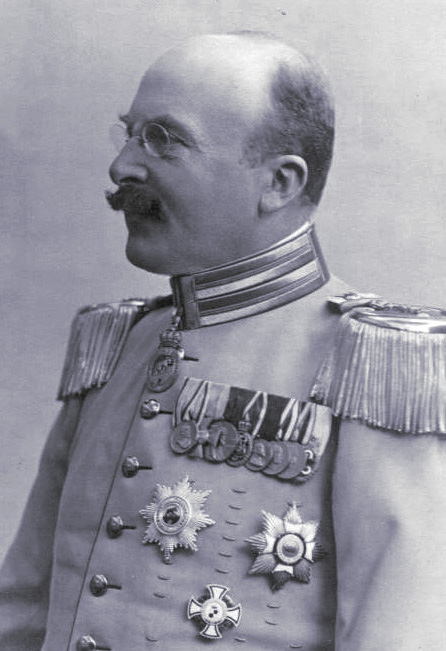
Eduard
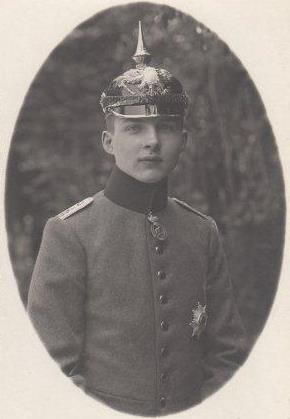
Joachim Ernst

## Herrschaft außerhalb von Anhalt
Die Anhaltiner herrschten auch außerhalb ihrer Stammlande. Am Anfang der Familiengeschichte waren die Askanier in der Mark Brandenburg und im Stammesherzogtum Sachsen bedeutend.

### Mark Brandenburg

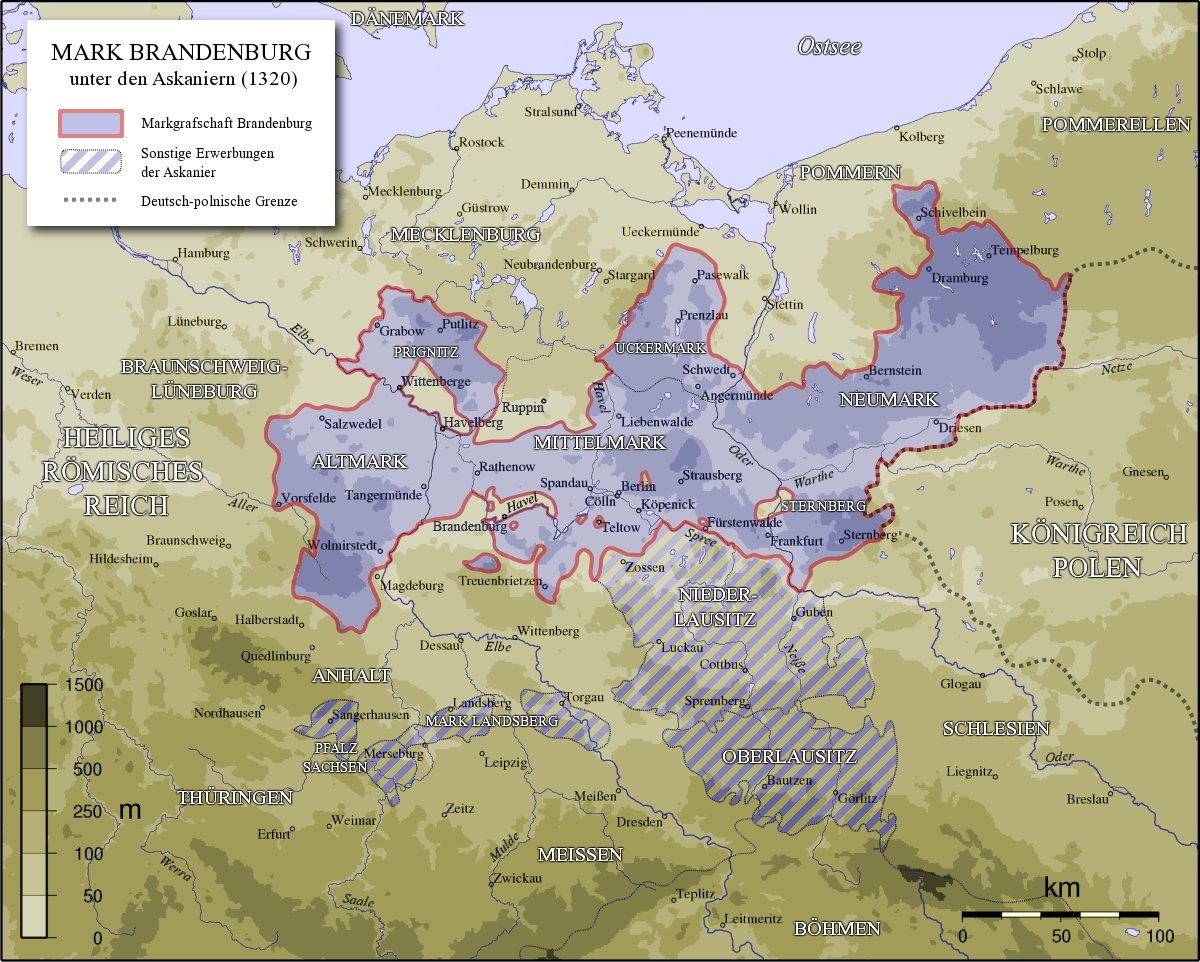
Brandenburg um 1320

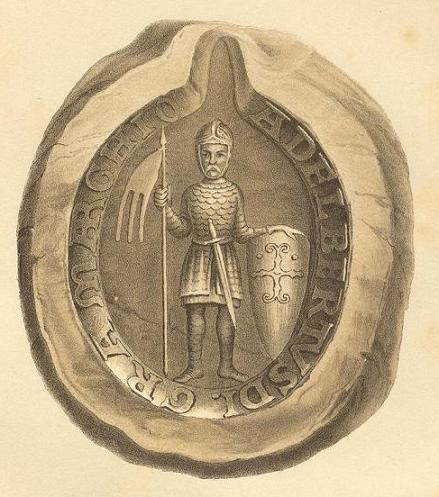
Albrecht der Bär auf einem Siegel mit der Umschrift Adelbertus D(e)i gr(ati)a marchio (in Brandenborch)

Das Adelsgeschlecht bestimmte die Geschichte Brandenburgs, da ihm die Entstehung der Mark Brandenburg zu verdanken ist. Als 1150 der slawische Fürst Pribislaw gestorben war, übergab dessen Witwe Petrissa das Land der Heveller um die Burg Brandenburg an Albrecht den Bären, Graf von Ballenstedt. Im Jahr 1157 hatte Albrecht endgültig von Brandenburg Besitz ergriffen. Er nahm mit Lothar von Supplinburg 1132/1133 an dessen Italienfeldzug teil, wo dieser von Papst Innozenz II. zum Kaiser gekrönt wurde. Aus Dank erhielt Albrecht die Nordmark, womit er später Macht über die Mark Brandenburg erlangte. Trotz Albrechts Herrschaft über die Mark Brandenburg konnten bisher nur drei Aufenthalte des Markgrafen (1150, 1157 und 1170) in der Mark mit schriftlichen Dokumenten nachgewiesen werden. Otto I. († 1184) wurde 1170 der neue Markgraf von Brandenburg, dessen Nachkommen das Land durch eine expansionistische Ostpolitik territorial ausbauten. Im Zusammenhang mit den Askaniern entstand auch ein Gründungsmythos zur Entstehung der Mark.
Am Anfang des 14. Jahrhunderts hatte die Mark die Ausdehnung der späteren preußischen Provinz Brandenburg und ging sogar noch nach Pommern hinein. Mit Heinrich II. dem Kind erlosch 1320 die brandenburgische Linie. König Ludwig IV. aus dem Haus Wittelsbach, der ein Onkel Heinrichs II. war, zog Brandenburg als erledigtes Lehen ein und gab es 1323 seinem Sohn Ludwig V., sodass das Brandenburgische Interregnum seinen Abschluss fand. 1348 wurde ein Hochstapler, der als Falscher Woldemar bezeichnet wird und sich als Askanier ausgab, mit der Mark Brandenburg belehnt.
Die Regenten von Brandenburg
- 1134/1157–1170 Albrecht I. der Bär (* um 1100; † 1170), Sohn von Otto von Ballenstedt
- 1170–1184 Otto I. (* um 1125; † 1184), Sohn
- 1184–1205 Otto II. der Freigiebige (* nach 1147; † 1205), Sohn
- 1205–1220 Albrecht II. (* vor 1177; † 1220), Sohn von Otto I.
- 1220–1266 Johann I. (* um 1213; † 1266), Sohn
- 1220–1267 Otto III. der Fromme (* 1215; † 1267), Sohn von Albrecht II.
- 1266–1281 Johann II. (* 1237 (?); † 1281), Sohn von Johann I.
- 1266–1308 Otto IV. mit dem Pfeil (* um 1238; † 1308 oder 1309), Sohn von Johann I.
- 1266–1304 Konrad I. (* um 1240; † 1304), Sohn von Johann I.
- 1266–1318 Heinrich I. ohne Land (* 1256; † 1318), Sohn von Johann I.
- 1267–1268 Johann III. der Prager
- 1267–1298 Otto V. der Lange (* um 1246; † 1298), Sohn von Otto III.
- 1267–1300 Albrecht III. (* um 1250; † 1300), Sohn von Otto III.
- 1267–1303 Otto VI. der Kleine
- 1281–1319 Konrad II.
- 1298–1308 Hermann (* um 1275; † 1308), Sohn von Otto V.
- 1304–1305 Johann IV.
- 1304–1319 Waldemar (* um 1280; † 1319), Sohn von Konrad I.
- 1308–1317 Johann V. (* 1302; † 1317), Sohn von Hermann
- 1318–1320 Heinrich II. das Kind (* um 1308; † 1320), Sohn von Heinrich I.

### Herzogtum Sachsen

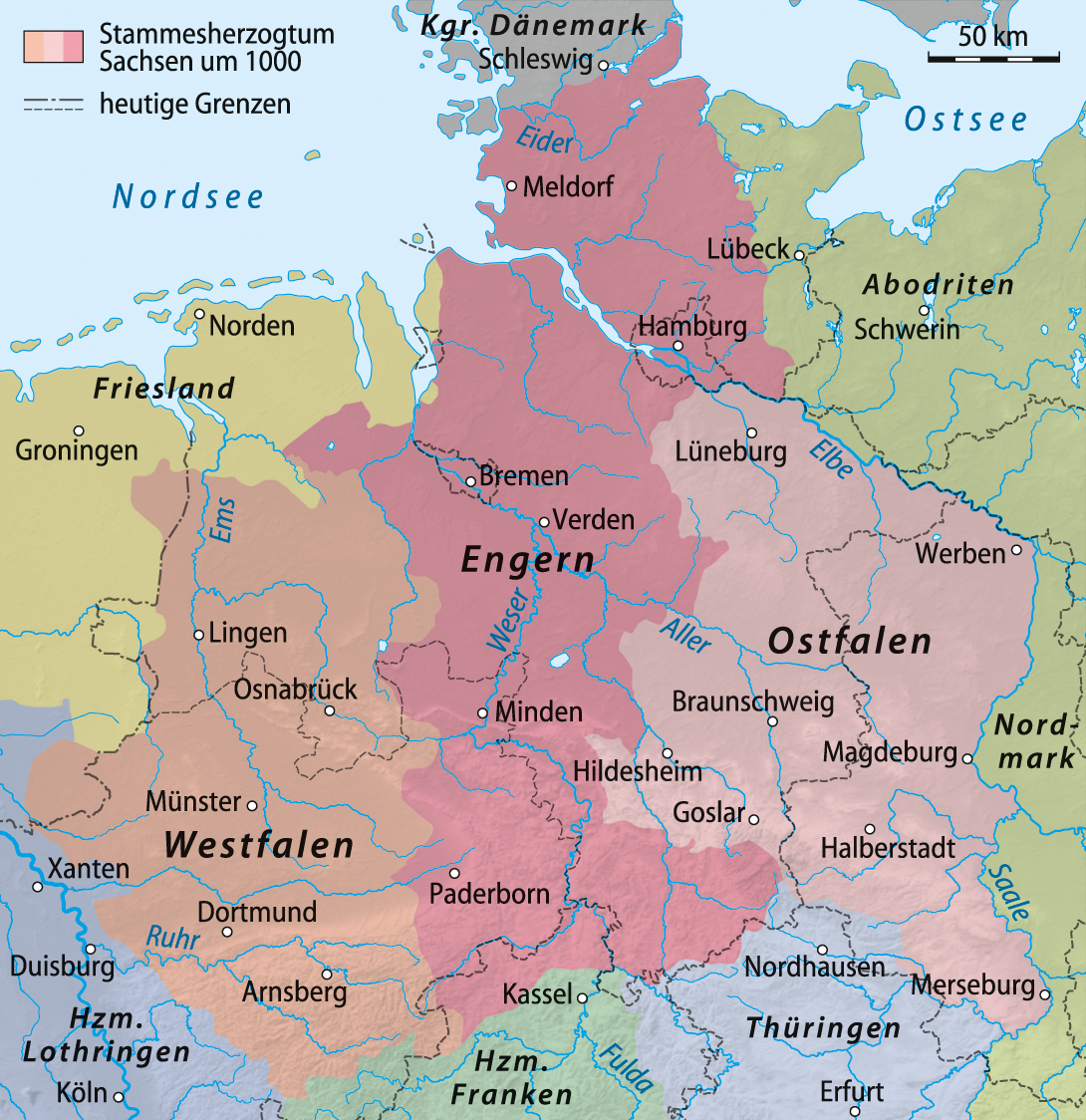
Das Stammesherzogtum Sachsen um das Jahr 1000

Das alte Stammesherzogtum Sachsen wurde 1143 an Heinrich dem Löwen aus dem Geschlecht der Welfen übertragen. Es war gegliedert in die drei Provinzen Westfalen, Engern und Ostfalen und lag größtenteils auf dem Gebiet des heutigen Niedersachsens und Westfalen sowie auf dem westlichen Teil Sachsen-Anhalts. Die Askanier waren kurzzeitig mit Otto dem Reichen im Jahr 1112 und Albrecht dem Bären von 1138 bis 1142 Herzöge von Sachsen. Die Mutter Albrechts, Eilika von Sachsen, war Tochter des sächsischen Herzogs Magnus Billung von Sachsen. Aus dieser Tatsache konnte ein Anspruch auf Sachsen hergeleitet werden, ebenso wie die Welfen ihrerseits Argumente vorbringen konnten. Deshalb kann bei der Familie auch von einem sächsischen Adelsgeschlecht gesprochen werden.
Die Würde des Herzogs von Sachsen ging 1180 nach der Absetzung Heinrichs des Löwen auf dem Hoftag zu Gelnhausen, niedergeschrieben in der Gelnhäuser Urkunde vom 13. April 1180, auf Bernhard III. von Sachsen, den jüngsten Sohn Albrechts des Bären, über. Er erhielt allerdings nur den östlichen Teil und somit nicht Westfalen und Engern, was dem Kölner Erzbischof Philipp I. von Heinsberg zufiel. Bernhard besaß außerdem noch die Grafschaften Aschersleben und Ballenstedt sowie die Burg Anhalt, also die Stammlande. Im erhaltenen östlichen Teil des Stammesherzogtums konnte er letztendlich aber nur in Teilen davon tatsächlich Macht ausüben. Bernhard teilte wiederum seine Gebiete unter seinen Söhnen auf: Der ältere Sohn Albrecht I. († 1261) erhielt das sächsische Herzogtum. Der jüngere Sohn Heinrich I. († 1252) bekam die anhaltinischen Stammlande.
Albrecht II., der Sohn von Albrecht I., und die Söhne seines Bruders Johann I. führten beim askanische Herzogtum Sachsen 1296 eine Erbteilung durch. Sachsen-Wittenberg ging an Albrecht II. und Johann II., Albrecht III. und Erich I. erhielten Sachsen-Lauenburg. Bedeutend war die Linie Sachsen-Wittenberg, die 1356 durch die Goldene Bulle die erbliche Kurwürde verliehen bekam. Sie erlosch allerdings 1422 und Sachsen-Wittenberg („Kursachsen“) wurde nun an die Wettiner verliehen; die Askanier verloren damit ihre Zugehörigkeit zum Stand der Kurfürsten.
Die Regenten des Stammesherzogtums
- 1138–1143 Albrecht der Bär (* um 1100; † 1170), Sohn von Otto von Ballenstedt
- 1180–1212 Bernhard III. (* 1140; † 1212), Sohn
- 1212–1260 Albrecht I. (* um 1175; † 1260/1261), Sohn

### Sachsen-Wittenberg

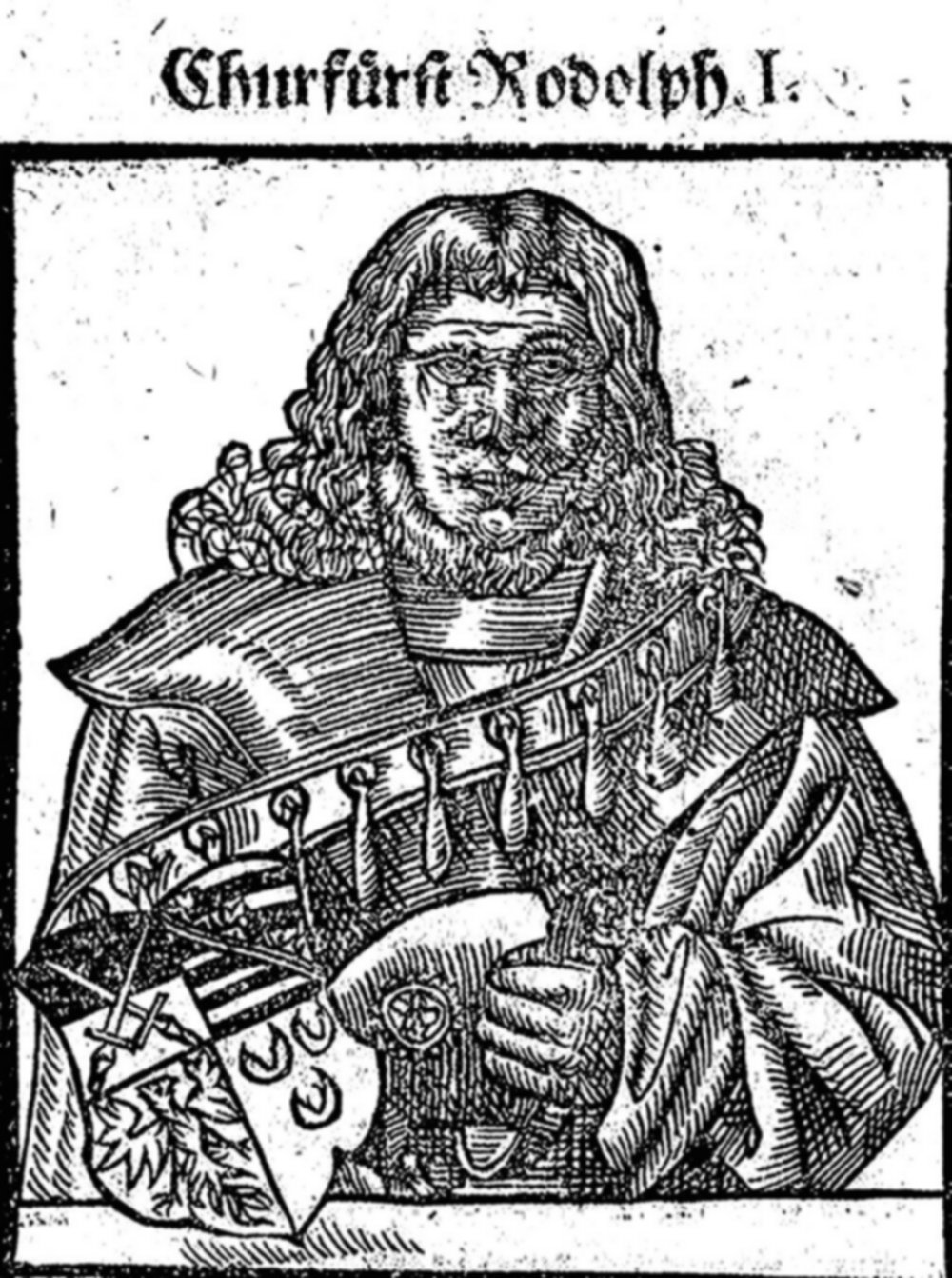
Rudolf I. von Sachsen-Wittenberg, 1355 als erster Herzog von Sachsen mit der erblichen Kurwürde ausgestattet

Albrecht II. begründete das Herzogtum Sachsen-Wittenberg, dessen Familienzweig Herzöge und ab 1355 Kurfürsten von Sachsen stellte. Nach dem Tod Albrechts III. 1422 und damit dem Aussterben der Wittenberger Askanier im Mannesstamme wird am 6. Januar 1423 Sachsen-Wittenberg samt seiner Herzogs- und Kurwürde von König Sigismund an Friedrich den Streitbaren, Markgraf von Meißen, aus dem Geschlecht der Wettiner verliehen. Grund war des Markgrafen Engagement in Reichsangelegenheiten beim Kampf gegen die böhmischen Hussiten.
Die Regenten von Sachsen-Wittenberg
- 1260–1298 Albrecht II. (* um 1250; † 1298), Sohn von Albrecht I. von Sachsen
- 1298–1356 Rudolf I. (* um 1284; † 1356), Sohn
- 1356–1370 Rudolf II. (* um 1307; † 1370), Sohn
- 1370–1388 Wenzel I. (* um 1337; † 1388), Sohn von Rudolf I.
- 1388–1419 Rudolf III. (* um 1373; † 1419), Sohn
- 1419–1422 Albrecht III. (* um 1375/1380; † vor dem 12. November 1422), Sohn von Wenzel I.

### Sachsen-Lauenburg

Gebiet des 1180 entstandenen askanischen Herzogtums Sachsen um das Jahr 1235 (grün hinterlegt), bestehend aus Teilen des ehemaligen Herzogtums Sachsen um Wittenberg und bei Lauenburg und dem Hadelner Gebiet

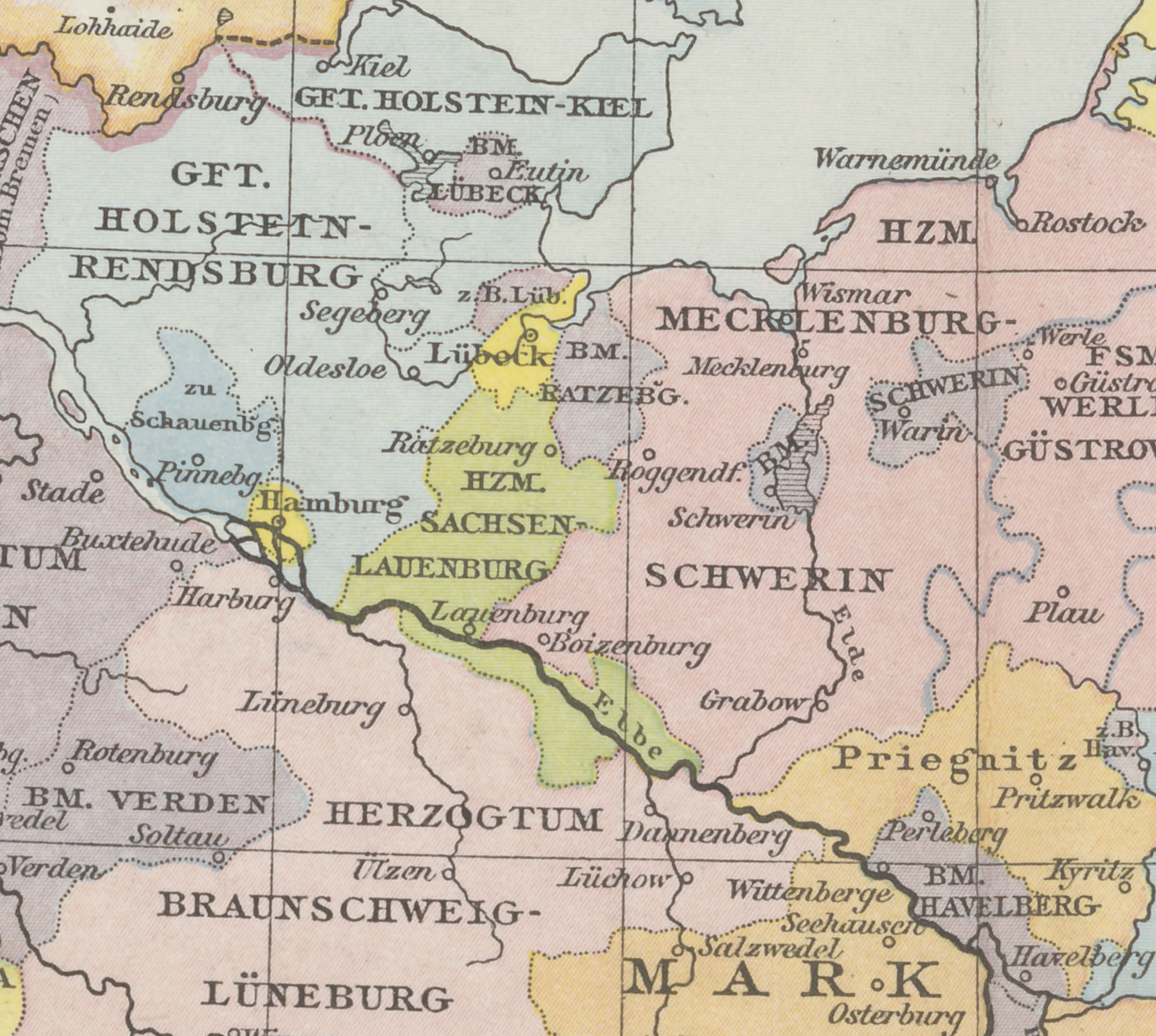
Das Herzogtum Sachsen-Lauenburg um 1400

Der Familienzweig von Johann II., Herzog zu Sachsen-Lauenburg in Bergedorf, heute bei Hamburg, und Mölln, endete 1401 mit seinem Enkel Erich III. und Erich IV. erhielt dessen Ländereien, der Herzog zu Sachsen-Lauenburg in Lauenburg und Ratzeburg war. Er hatte dadurch den gesamten Besitz und war ein Nachfahre von Erich I. Dieser war Herzog zu Sachsen-Lauenburg in Lauenburg und nach dem Tod seines Bruders Albrecht III. ab 1308 ebenfalls in Ratzeburg.
Die Linie Sachsen-Lauenburg starb mit Julius Franz 1689 aus. Nachfolger wurden dort die Welfen (aus der im benachbarten Fürstentum Lüneburg regierenden Linie).
Die Regenten von Sachsen-Lauenburg
- 1260–1282 Johann I. (* 1249; † 1285), Sohn von Albrecht I. von Sachsen, Herzog
- 1282–1321 Johann II. (* um 1275; † 1322), Sohn
- 1282–1308 Albrecht III., Sohn von Johann I.
- 1282–1361 Erich I. (* vor 1285; † 1360), Sohn von Johann I.
- 1321–1343 Albrecht IV. (* 1315; † 1344), Sohn von Johann II.
- 1343–1356 Johann III. (* um 1335; † 1356), Sohn
- 1356–1370 Albrecht V. (* um 1335; † 1370), Sohn von Albrecht IV.
- 1361–1368 Erich II. (* 1318/1320; † 1368), Sohn von Erich I.
- 1368–1412 Erich IV. (* 1354; † 1411), Sohn
- 1370–1401 Erich III. († 1401), Sohn von Albrecht IV.
- 1412–1435 Erich V. († 1435), Sohn von Erich IV.
- 1436–1463 Bernhard II. († 1463), Sohn von Erich IV.
- 1463–1507 Johann IV. (* 1439; † 1507), Sohn
- 1507–1543 Magnus I. (* 1470; † 1543), Sohn
- 1543–1581 Franz I. (* 1510; † 1581), Sohn
- 1581–1603 Magnus II. (* 1543; † 1603), Sohn
- 1603–1619 Franz II. (* 1547; † 1619), Sohn von Franz I.
- 1619–1656 August (* 1577; † 1656), Sohn
- 1656–1665 Julius Heinrich (* 1586; † 1665), Sohn von Franz II.
- 1665–1666 Franz Erdmann (* 1629; † 1666), Sohn
- 1666–1689 Julius Franz (* 1641; † 1689), Sohn von Julius Heinrich

### Weimar-Orlamünde

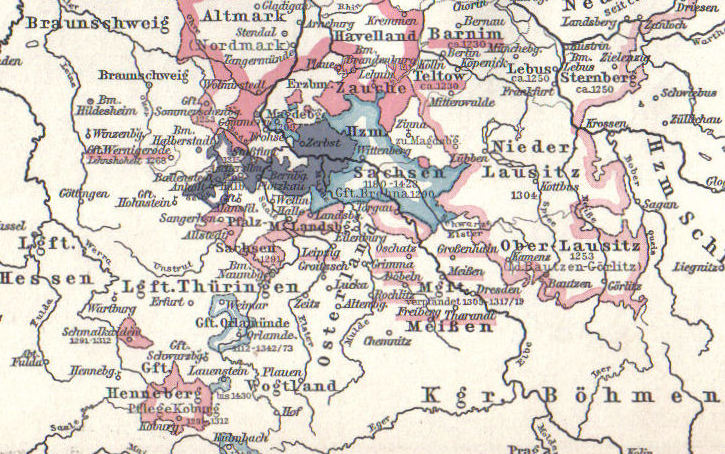
Grafschaft Orlamünde (ungenaue Grenzen)

Siegfried I. wurde 1112 der erste askanische Graf von Weimar-Orlamünde nach Ulrich II. von Weimar aus dem Haus Weimar-Orlamünde. Er war Sohn Adalberts II. von Ballenstedt und seiner Gattin Adelheid, einer Tochter von Otto I. von Weimar. Albrecht I. der Bär erhielt 1140 die Grafschaft Weimar-Orlamünde. Hermann I. († 1176) führte die Linie Weimar-Orlamünde fort. Infolge der Erbteilung von 1264/65 bekam Hermann III. das Gebiet um Orlamünde und Otto III. das Gebiet um Weimar.
Orlamünde musste am 27. April 1344 an die Wettiner verkauft werden. 1467 hatten die Askanier keinen Besitz mehr, da die Wettiner alles übernahmen.
Die Regenten von Weimar-Orlamünde
- ab 1112 Siegfried I. (* um 1075; † 1113), Sohn von Adalbert II. von Ballenstedt
- Siegfried II. (* 1107; † 1124), Sohn
- Wilhelm (* 1112; † 1140), Sohn von Siegfried I.
- Albrecht I. der Bär (* um 1100; † 1170), Sohn von Otto von Ballenstedt
- 1170–1176 Hermann I. (* um 1130; † 1176), Sohn
- 1176–1206 Siegfried III. (* um 1155; † 1206), Sohn
- 1206–1245 Albrecht II. (* nach 1182; † vor dem 22. Oktober 1245), Sohn
- 1206–1247 Hermann II. (* um 1184; † 1247), Sohn von Siegfried III.
- 1247–1283 Hermann III. (* um 1230; † 1283), Sohn
- 1247–1285 Otto III. der Gewaltige (* 1244; † 1285), Sohn von Hermann1II.
- 1285–1319 Hermann IV. († 1319), Sohn
- 1285–1318 Otto IV. der Reiche (* vor 1279; † 1318), Sohn von Otto III.
- 1318–1340 Otto VI. (* 1297; † 1340), Sohn
- 1319–1365 Friedrich I. († 1365), Sohn von Hermann IV.
- 1319–1335 Otto V.
- 1319–1373 Hermann VI. († 1372), Sohn von Hermann IV.
- 1340–1365 Friedrich I. († 1365), Sohn von Hermann IV.

### Fürstentum Lüneburg
Nachdem das ältere Haus Lüneburg mit Wilhelm II. von Braunschweig-Lüneburg 1369 erlosch, begann 1370 der Lüneburger Erbfolgekrieg. Das Fürstentum Lüneburg gelangte im gleichen Jahr durch Beschluss Kaisers Karl IV. an Albrecht und Wenzel I. aus der Linie Sachsen-Wittenberg. Albrecht war Enkel mütterlicherseits von Wilhelm II. von Braunschweig-Lüneburg, bei Wenzel I. handelt es sich um den Onkel Albrechts. Die Askanier wurden 1388 abgelöst durch Albrechts Stiefsöhne aus dem Welfenhause.
Die Regenten des Fürstentums Lüneburg
- 1370–1385: Albrecht († 1385), Sohn von Otto von Sachsen-Wittenberg, regierte zusammen mit Wenzel I.
- 1370–1388: Wenzel I. (* 1337; † 1388), Sohn von Rudolf I. von Sachsen-Wittenberg, auch Kurfürst

## Personen

### Katharina die Große

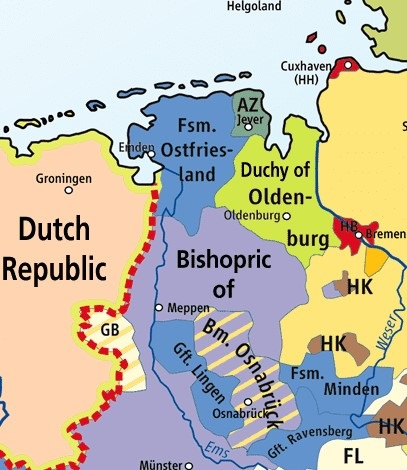
Herrschaft Jever im Jahr 1789 (oben auf der Karte AZ Jever)

Die bekannteste Vertreterin der Askanier in der Neuzeit war die russische Zarin Katharina die Große (* 1729; † 1796), die zuvor Sophie Auguste Friederike hieß und deren Vater Christian August von Anhalt-Zerbst-Dornburg als hoher Militär in preußischen Diensten stand, weshalb sie hauptsächlich nicht in Zerbst, sondern im Stettiner Schloss aufwuchs. 1745 wurde sie mit Karl Peter Ulrich von Schleswig-Holstein-Gottorf verheiratet, dem zukünftigen russischen Zaren Peter III. Sie nahm zu diesem Anlass den russisch-orthodoxen Glauben und zu Ehren Jekaterinas I. den Namen Jekaterina Alexejewna an. Nachdem sie 1762 die Entmachtung ihres Ehemannes betrieben hatte, der dabei ermordet wurde, übernahm sie als Zarin die Alleinherrschaft in Russland, das sie 34 Jahre lang regierte. Ihre Denkungsart beim Regierungshandeln wird dem aufgeklärten Absolutismus zugerechnet; auch pflegte sie Kontakt mit Voltaire, Cesare Beccaria und Denis Diderot. Katharina holte von 1763 bis 1767 Auswanderer aus Bayern, Baden, Hessen, der Pfalz und dem Rheinland nach Russland, deren Nachfahren die Wolgadeutschen sind. Sie förderte die 1765 gegründete Kaiserliche Freie Ökonomische Gesellschaft zu Sankt Petersburg; die meisten Gründungsmitglieder waren Deutsche und deutschstämmige Russen. Auch empfing man am Petersburger Hof gerne Vertreter der Stadt Zerbst. Im Zerbster Schlossgarten steht seit 2010 eine knapp fünf Meter große Bronzestatue Katharinas, die ein Geschenk eines russischen Bildhauers ist.
Die Zerbster Nebenlinie Anhalt-Zerbst-Dornburg begründete ihr Großvater Johann Ludwig I., die 1742 die Hauptlinie Anhalt-Zerbst wieder beerbte. Anhalt-Zerbst erlosch 1793 im Mannesstamm und aus dem Besitz der Hauptlinie ging die Herrschaft Jever an Katharina, die Schwester des letzten Zerbster Regenten Friedrich August war. Die Zerbster Teilung betraf dieses Gebiet nicht, da es sich hierbei um ein Kunkellehen handelte. Als Statthalterin wurde von April 1793 bis zum Oktober 1806 Friederike Auguste Sophie von Anhalt-Zerbst eingesetzt. Sie war die Witwe von Friedrich August und stammte aus der Linie Anhalt-Bernburg. 1801 erbte Zar Alexander I. die Herrschaft und ließ sie weiterhin unter Statthalterschaft verwalten. Jever wurde 1807 durch französische Truppen eingenommen. In diesem Jahr trat Alexander die Herrschaft im Frieden von Tilsit an das Königreich Holland ab, das unter napoleonischen Einfluss stand. Zwischen 1810 und 1813 gehörte Jever zum Département Ems-Oriental des Kaiserreichs Frankreich und konnte im November 1813 von Russland wieder zurückerobert werden, das 1818 die Herrschaft an das Großherzogtum Oldenburg abgab.

### Senioren des Hauses Anhalt
Die Senioren führten laut Teilungsvertrag von 1603 die Gesamtangelegenheiten des anhaltinischen Hauses.
- 1603–1618 Johann Georg I. von Dessau, (* 1567; † 1618), Fürst
- 1618–1630 Christian I. von Bernburg (* 1568; † 1630)
- 1630–1653 August von Plötzkau (* 1575; † 1653)
- 1653–1660 Johann Kasimir von Dessau (* 1596; † 1660)
- 1660–1670 Friedrich von Harzgerode (* 1613; † 1670)
- 1670–1693 Johann Georg II. von Dessau (* 1627; † 1693)
- 1693–1718 Victor I. Amadeus von Bernburg (* 1634; † 1718)
- 1718 Karl Wilhelm von Zerbst (* 1652; † 1718)
- 1718–1721 Karl Friedrich von Bernburg (* 1668; † 1721)
- 1721–1747 Leopold von Dessau, gen. „Der Alte Dessauer“  (* 1676; † 1747)
- 1747–1755 August Ludwig von Köthen (* 1697; † 1755)
- 1755–1765 Viktor II. Friedrich von Bernburg (* 1700; † 1765)
- 1765–1789 Karl Georg Lebrecht von Köthen (* 1730; † 1789)
- 1789–1796 Friedrich Albrecht von Bernburg (* 1735; † 1796)
- 1796–1817 Leopold III. Friedrich Franz von Dessau (* 1740; † 1817), ab jetzt Herzoge
- 1817–1834 Alexius Friedrich Christian von Bernburg (* 1767; † 1834)
- 1834–1847 Heinrich von Köthen (* 1778; † 1847)
- 1847–1863 Leopold Friedrich von Dessau (* 1794; † 1871)

### Askanische Äbtissinnen
Auch erhielten die Askanier Vogtei- und Schutzrechte über die Klöster Nienburg/Saale und Gernrode. Sie standen auch später in enger Verbindung mit dem Kloster zu Gernrode. Äbtissin Sophia von Anhalt war Schwester von Heinrich I., der 1212 die Hausgüter der Familie erhielt. Die Gernroder Äbtissinnen hatten als Reichsfürstinnen des Heiligen Römischen Reiches einen Sitz auf den Reichstagen.
Stift Gernrode
- 1044–1046 Hazecha von Ballenstedt, Tochter von Adalbert von Ballenstedt
- 1221–1244 Sophia von Anhalt († 1244), Tochter von Bernhard III. von Sachsen
- 1267–1296 Mathilde I. von Braunschweig
- 1348–1374 Adelheid III. von Anhalt
- 1445–1463 Mechthild II. von Anhalt (* 1392; † 1463)
- 1469–1504 Scholastica von Anhalt (* 1451; † 1504), Tochter von Georg I. von Anhalt-Zerbst
- 1565–1569 Elisabeth III. von Anhalt
- 1570–1577 Anna Maria von Anhalt (* 1561; † 1605), Tochter von Joachim Ernst von Anhalt
- 1578–1581 Agnes Hedwig von Anhalt (* 1573; † 1616), Tochter von Joachim Ernst
- 1586–1593 Dorothea Maria von Anhalt (* 1574; † 1617), Tochter von Joachim Ernst
- 1593–1610 Sophia Elisabeth von Anhalt

Stift Gandersheim
- 1485–1504 Agnes III. von Anhalt (* 1445; † 1504), Tochter von Georg I. von Anhalt-Zerbst

## Forschungsaktivitäten
Seit dem 16. Jahrhundert bemühten sich Haushistoriker der Anhaltiner und Sachsen-Lauenburger Familienzweige die Abkunft ihrer Dienstherren von Ascanius, dem Sohn des trojanischen Helden Aeneas, oder gar vom biblischen Aschkenas, dem Urenkel Noachs, herzuleiten. Den Anfang machte 1519 der Panegiricus Genealogiarum illustrium Principum Dominorum in Anhalt des Ballenstädtener Mönchs Heinrich Basse. Ernst Brotuff veröffentlichte 1556 die Genealogia und Chronica des Durchlauchten und Hochgebornen Königlichen und Fürstlichen Hauses der Fürsten zu Anhalt, mit der eine weit zureichende Ahnenreihe ununterbrochen dargestellt wurde.
Die Historie des Fürstenthums Anhalt von Johann Christoph Bekmann wurde 1710 publiziert. Samuel Lenz veröffentlichte 1757 das Werk Samuelis Lentzii Becmannvs Envcleatvs, Svppletvs Et Continvatvs, Oder: Historisch-Genealogische Fürstellung des Hochfürstlichen Hauses Anhalt. Philipp Ernst Bertram und Johann Christoph Krause verfassten die Geschichte des Hauses und Fürstenthums Anhalt, die 1780 bzw. 1782 erschien. Der anhaltische Hofarchivar Otto von Heinemann gab ab 1867 den Codex diplomaticus Anhaltinus heraus, der eine Urkundensammlung von 936 bis 1400 ist. In den Jahren 1912 und 1913 publizierte der herzogliche Archivar Hermann Wäschke die dreibändige Anhaltische Geschichte, die eine Darstellung der Gesamtgeschichte Anhalts ist und zum Standardwerk avancierte. Wäschke wurde 1901 zum Archivrat und Leiter des Herzoglichen Haus- und Staatsarchivs in Zerbst ernannt. Außerdem gründete er den Zerbster Geschichtsverein, in dem er 23 Jahre als Vorsitzender wirkte.
Die Historische Kommission für Sachsen-Anhalt hat dauerhaft einen Arbeitskreis zur anhaltischen Geschichte eingerichtet. Der Verein für Anhaltische Landeskunde mit Sitz in Köthen gibt seit 1993 eine Zeitschrift zur Geschichte Anhalts heraus. Der Herzoglich Anhaltische Hausorden Albrechts des Bären, dessen Großmeister Eduard Prinz von Anhalt ist, würdigte 2016 den Historiker Lutz Partenheimer durch Aufnahme als Ritter in den Hausorden. Der Grund waren seine Forschungen über Albrecht den Bären und zur Entstehung der Mark Brandenburg sowie zum Haus Anhalt. Michael Hecht leitet das Institut für Landesgeschichte am Landesamt für Denkmalpflege und Archäologie Sachsen-Anhalt in Halle und forscht mit Schwerpunkt zur Geschichte der Askanier.

## Wappen
Das Landeswappen Sachsen-Anhalts beinhaltet die Farben gold und schwarz, die auch im Wappen der Grafen von Ballenstedt zu finden sind, und einen grünen Rautenkranz. Das Wappen des Freistaats Sachsen hat sich ebenfalls aus dem Wappen der Askanier entwickelt. Auch stammt der Brandenburgische Adler ursprünglich von dem Geschlecht.

Graf von Aschersleben (Ascharia) 1136
Graf von Ballenstedt
Markgraf von Brandenburg (auch Kurfürst seit der zweiten Hälfte des 13. Jh.)
Fürst von Anhalt (Brandenburg und Ballenstedt)
Fürst von Anhalt (seit 13. Jh.)
Fürst von Anhalt (15. Jh.)
Fürst von Anhalt (17. Jh.)
Fürst von Anhalt-Köthen (18. Jh.)
Fürst von Anhalt-Zerbst (18. Jh.)
Kaiserreich Russland (Katharina die Große)
Herzog von Anhalt (19. Jh.)
Pfalzgraf von Sachsen

## Bauwerke der Askanier

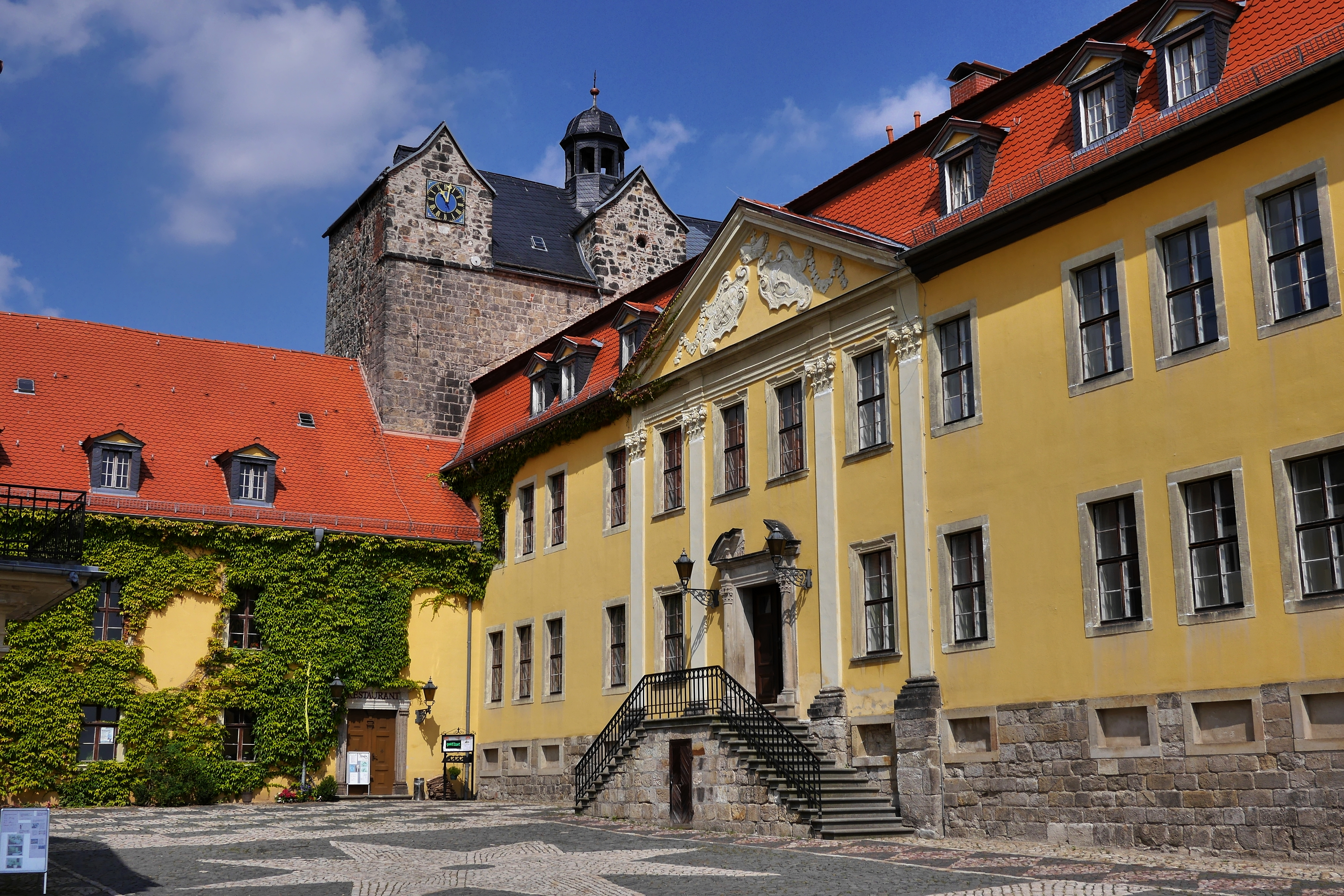
Schloss Ballenstedt
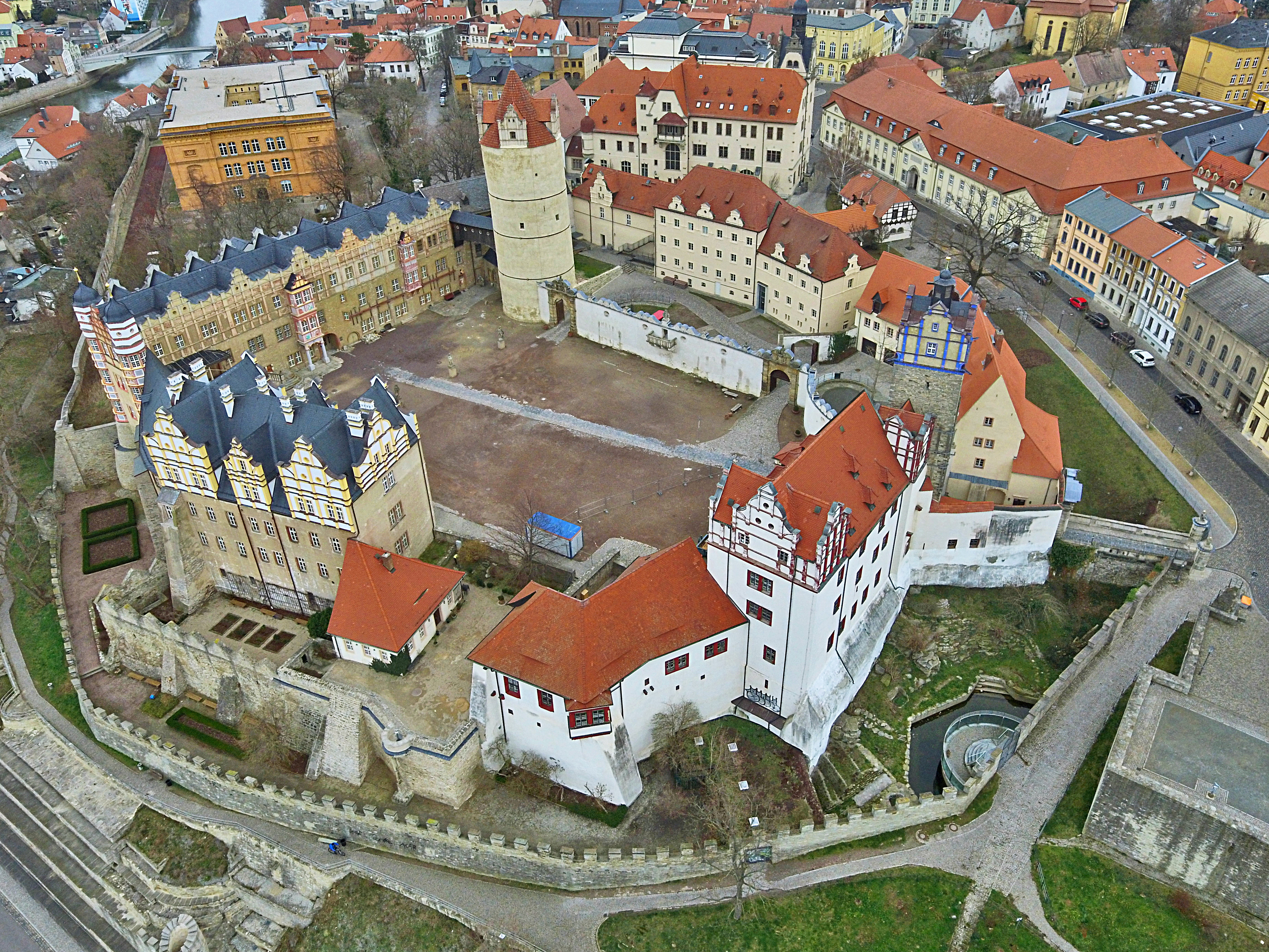
Schloss Bernburg
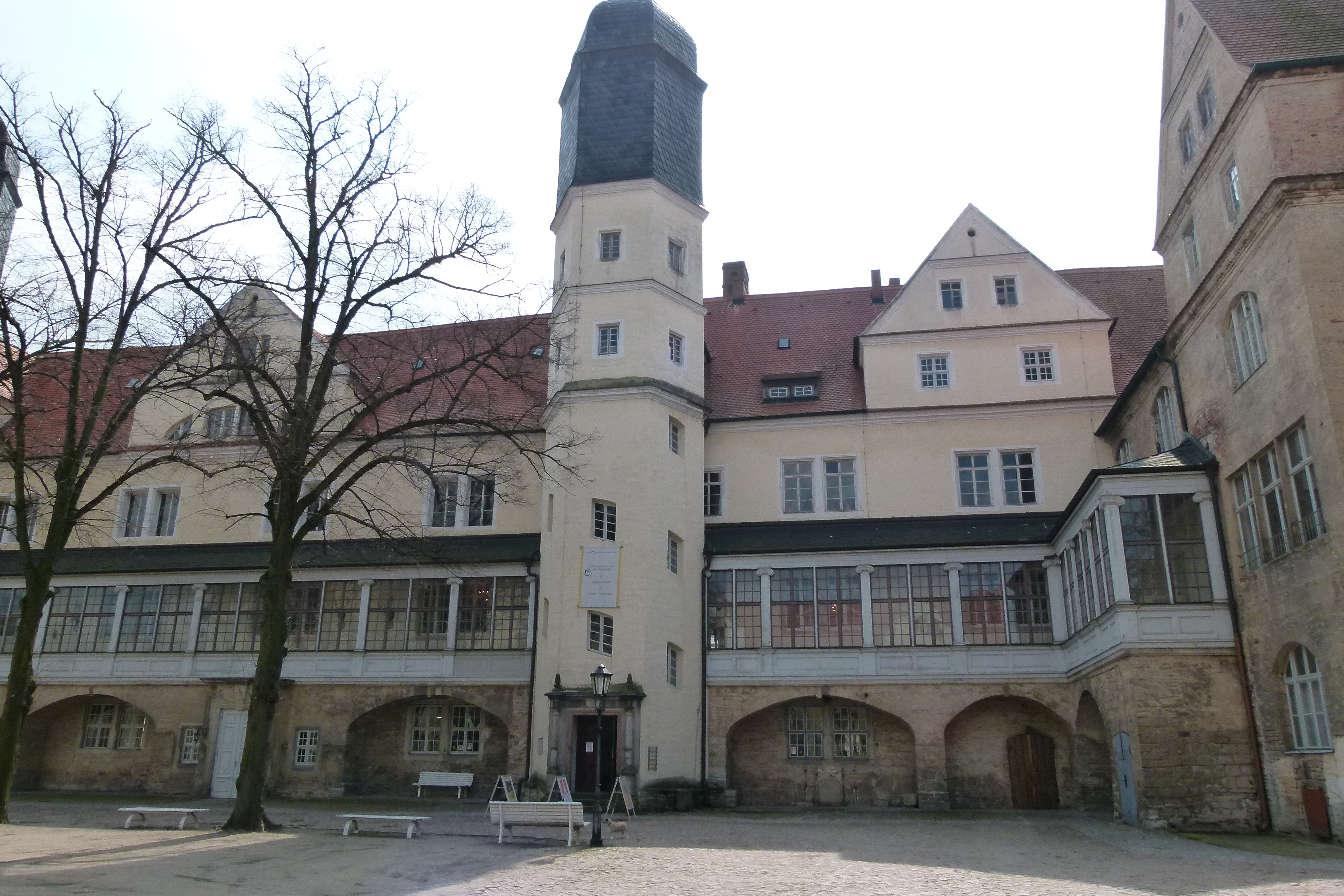
Schloss Köthen
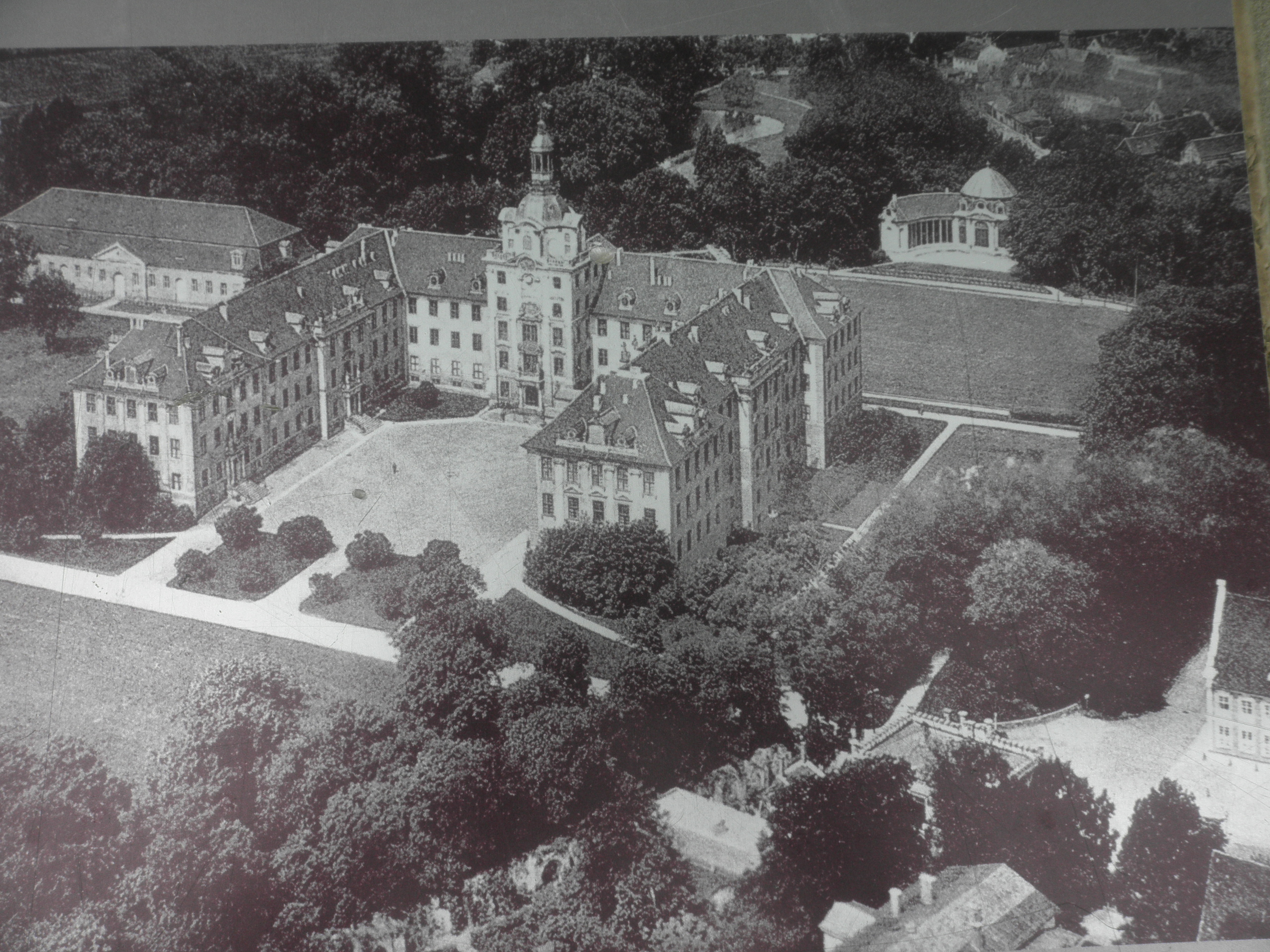
Schloss Zerbst
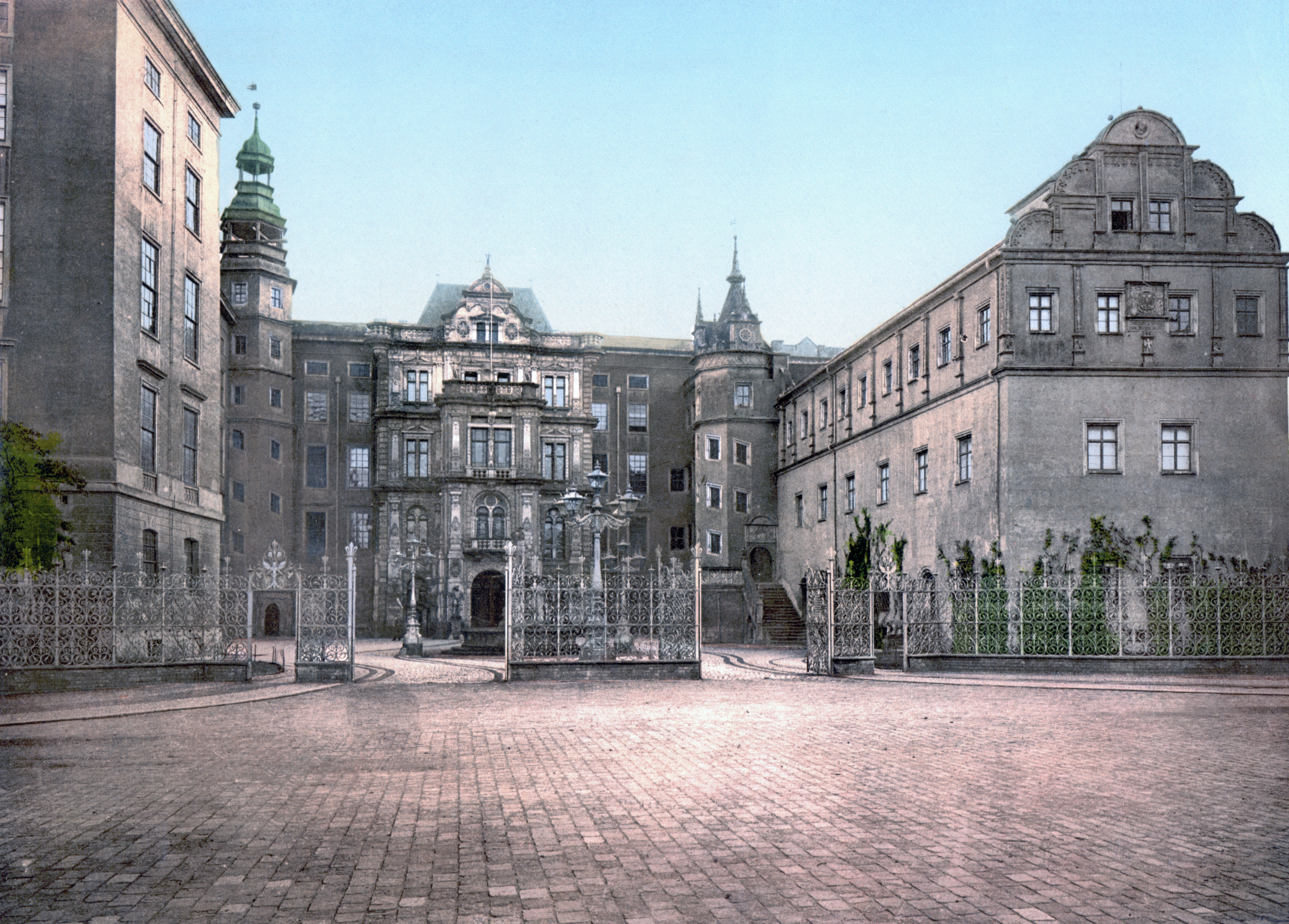
Residenzschloss Dessau
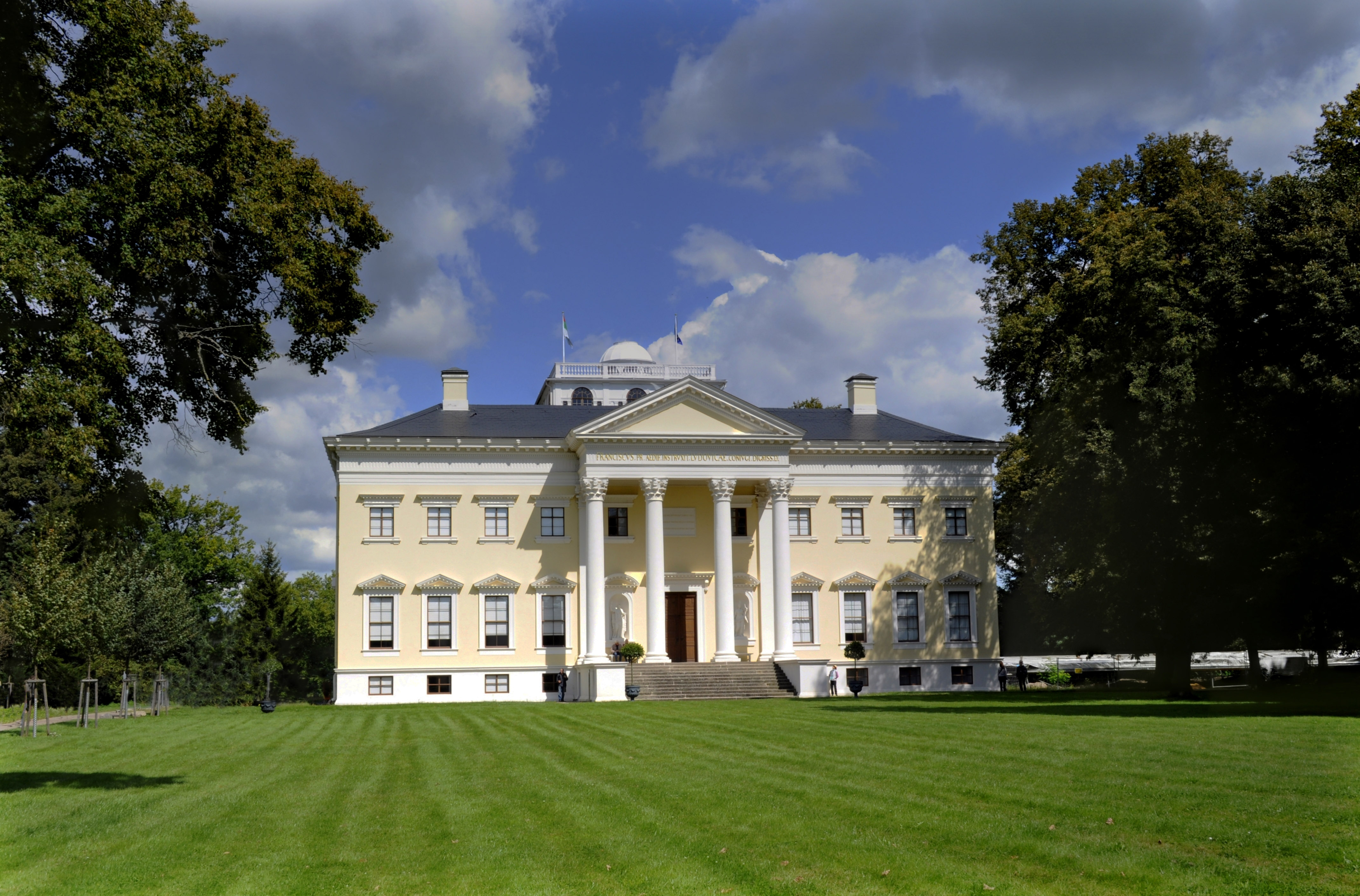
Schloss Wörlitz
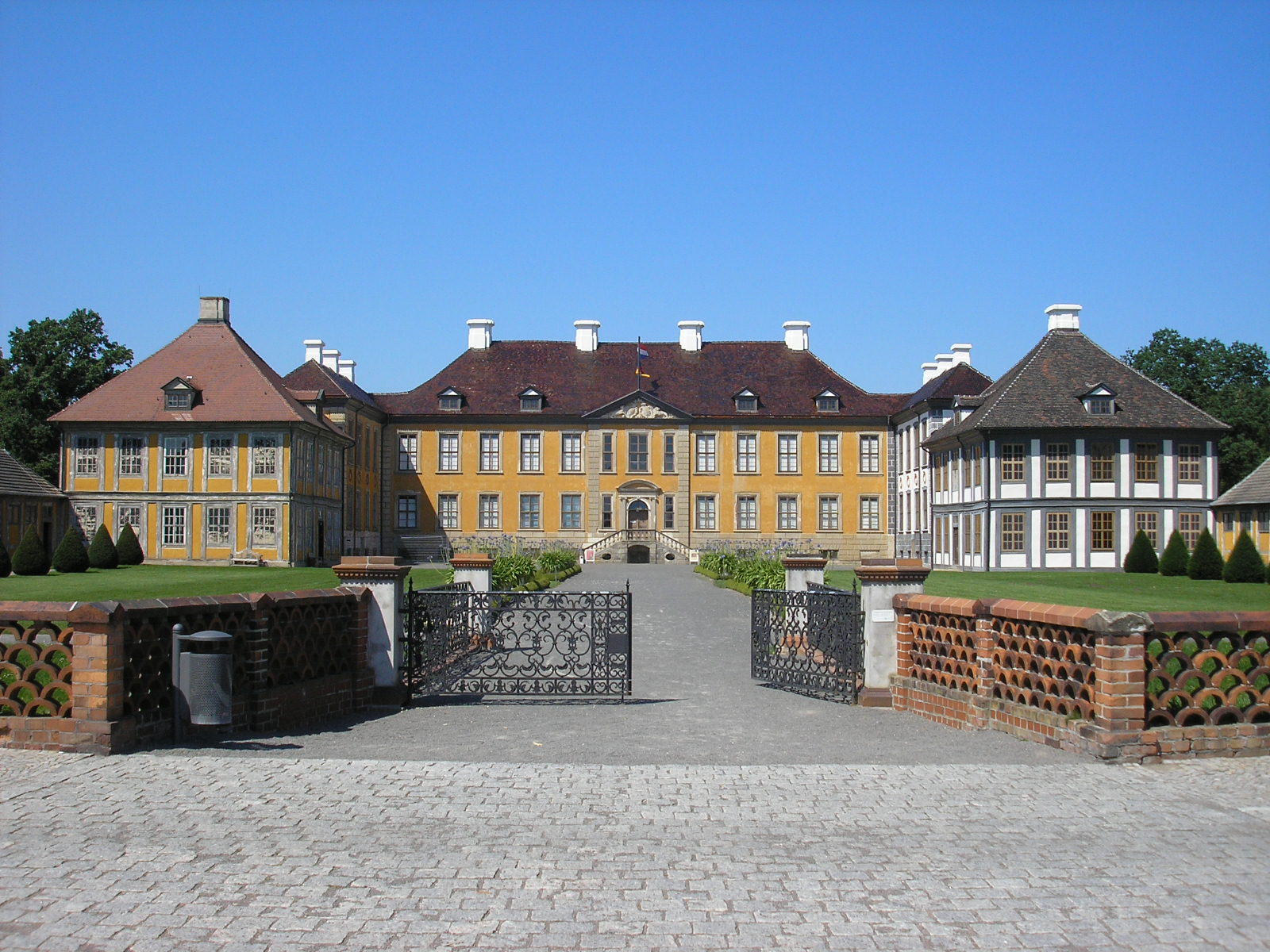
Schloss Oranienbaum
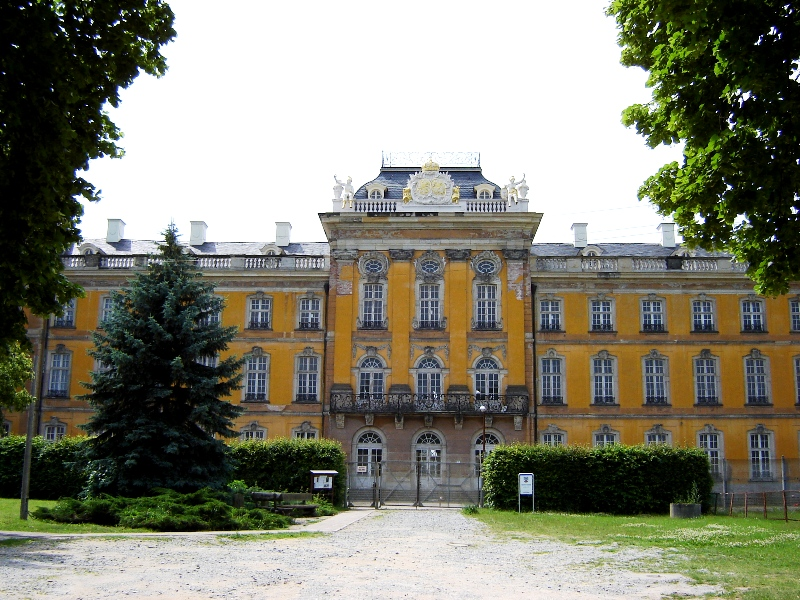
Schloss Dornburg
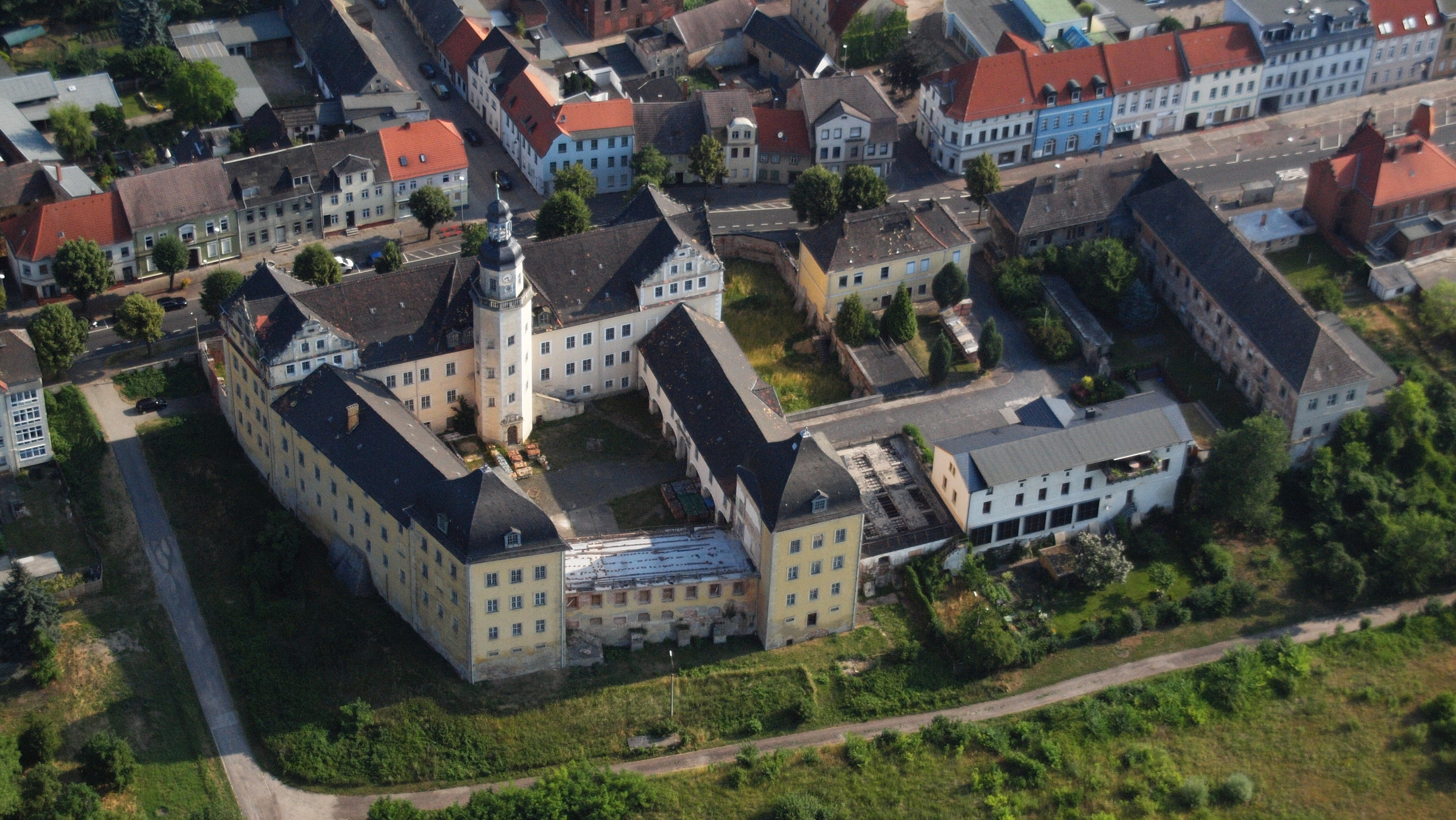
Schloss Coswig
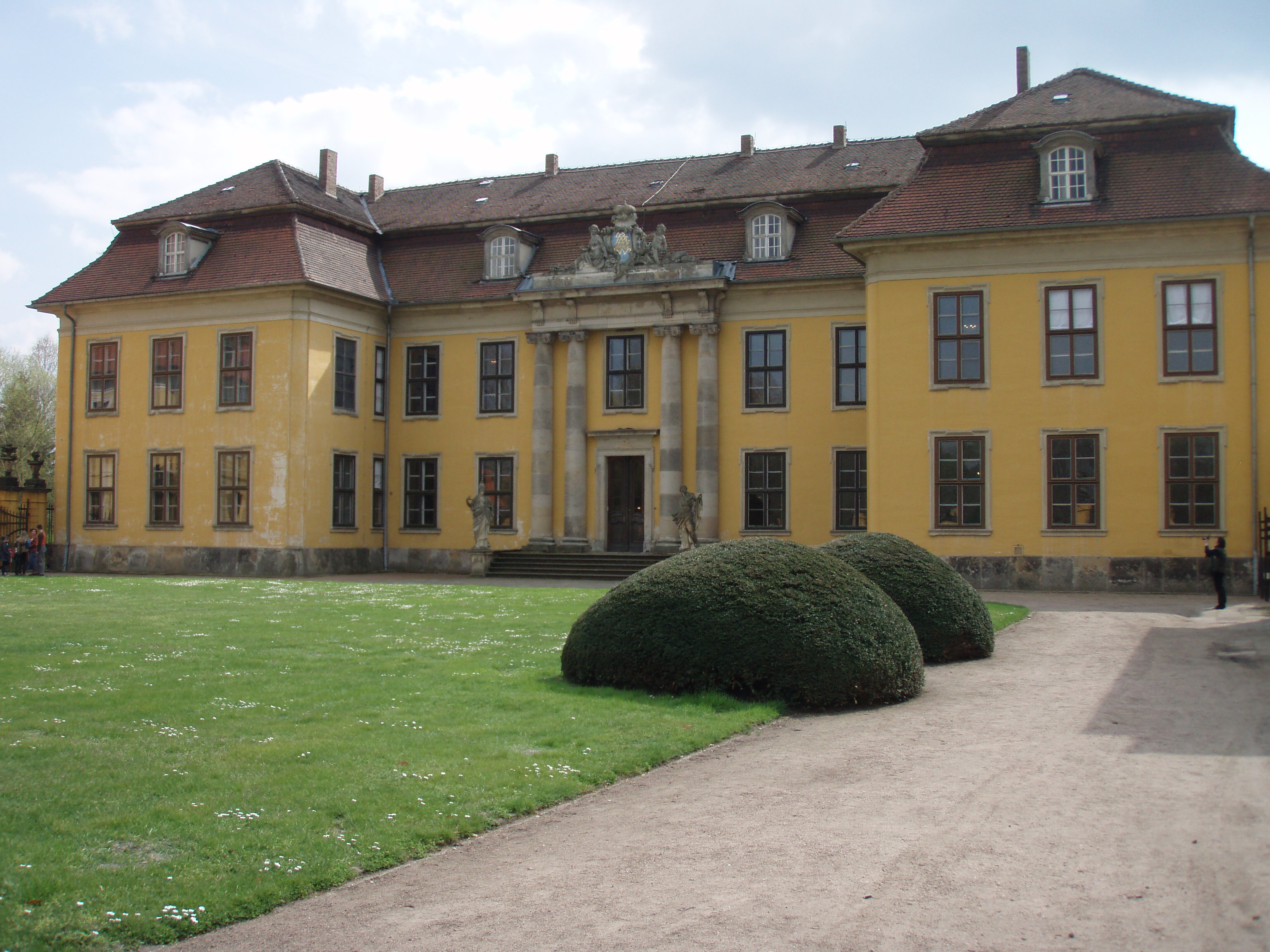
Schloss Mosigkau
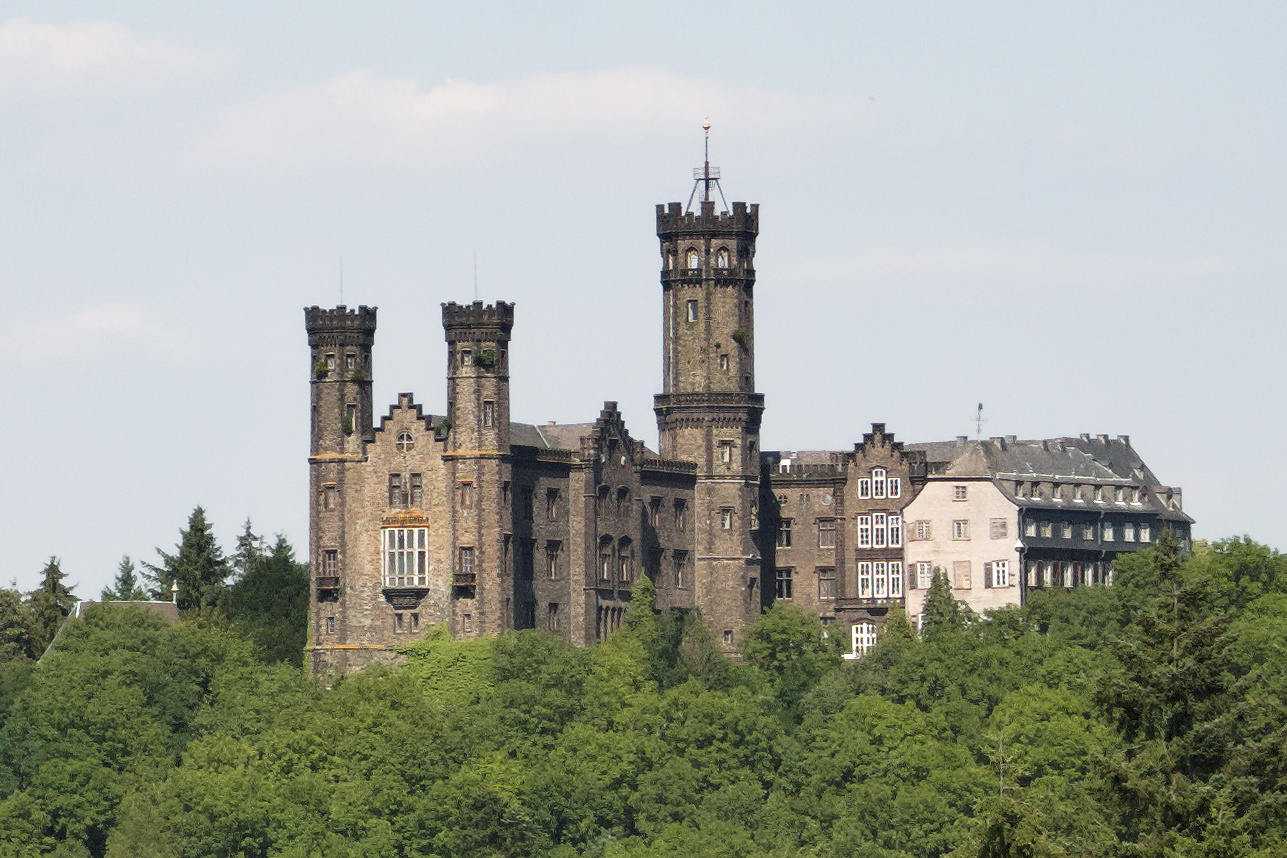
Schloss Schaumburg
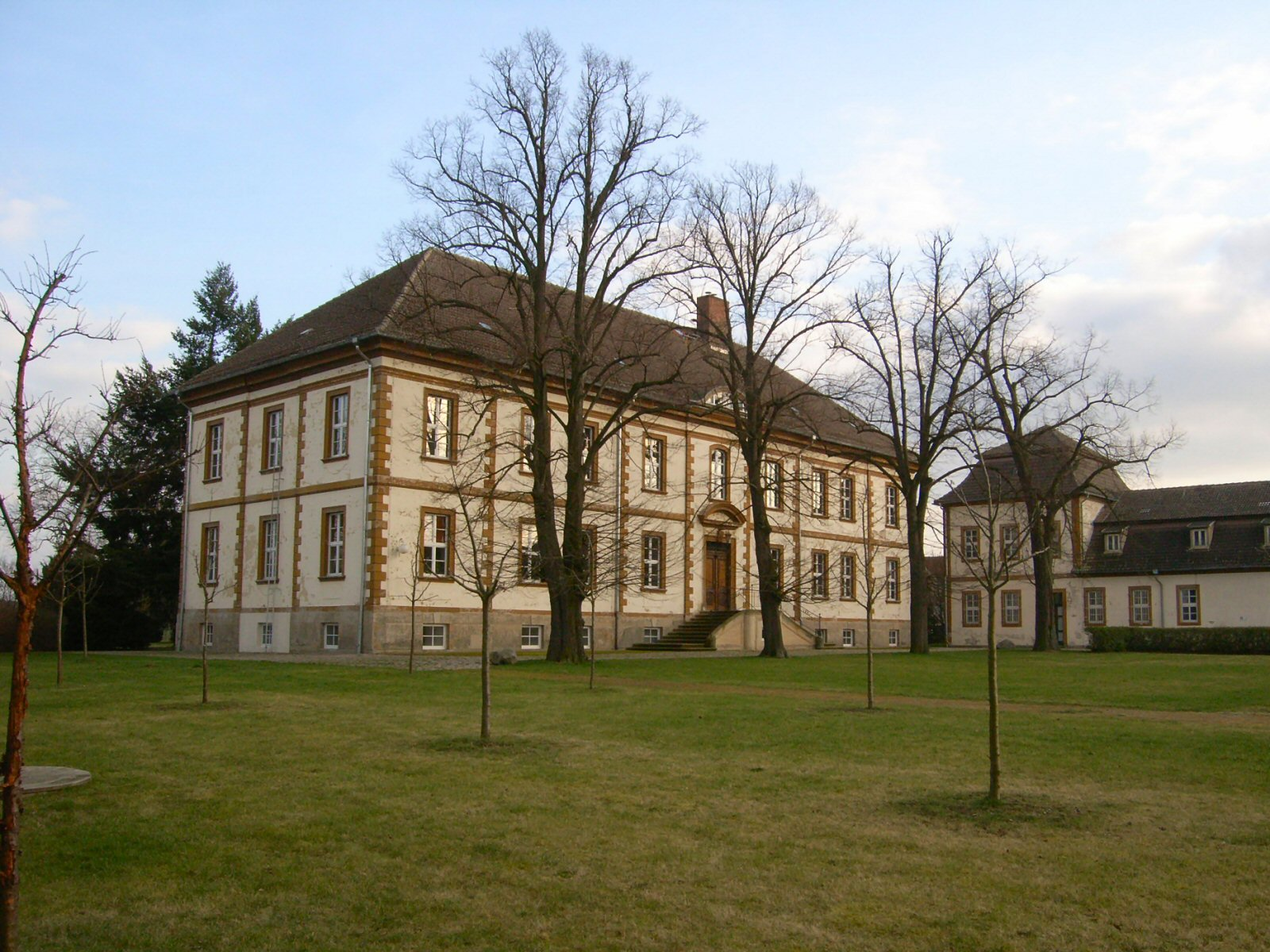
Schloss Großkühnau

## Namensträger durch Erwachsenenadoption

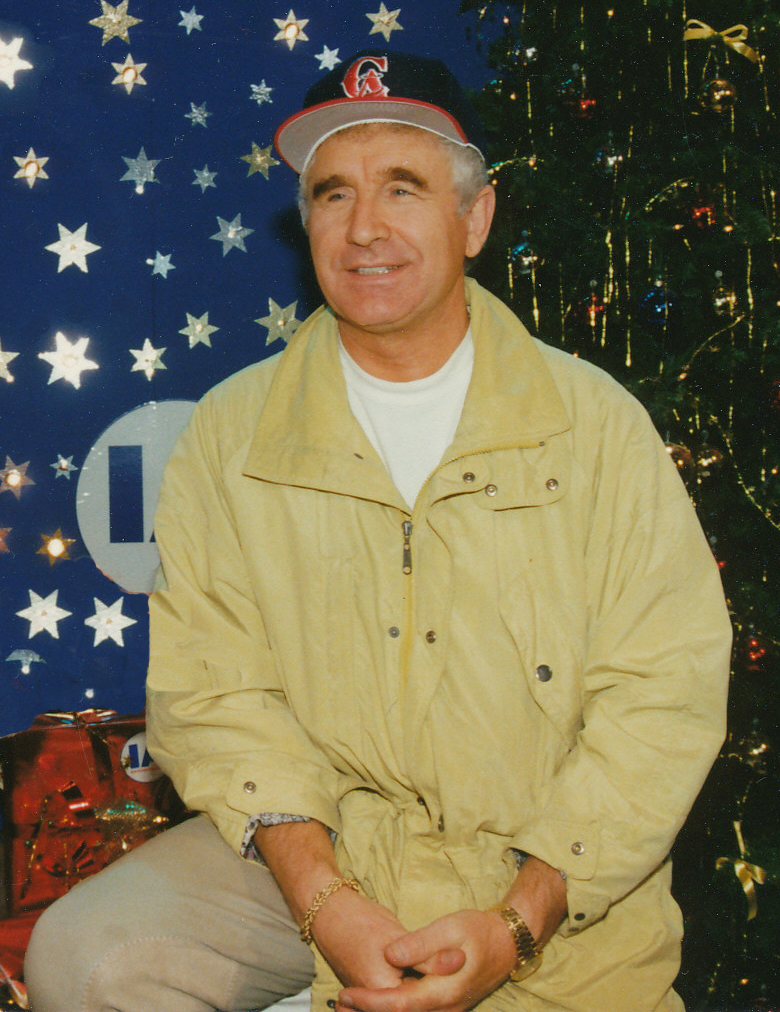
Frédéric Prinz von Anhalt

Es gibt heute neben den geborenen Askaniern noch eine größere Anzahl von als Erwachsene adoptierten Namensträgern. Die Adoptierten und deren Familienmitglieder mit gleichem Nachnamen übersteigen zahlenmäßig deutlich die geborenen Askanier. Bekannt unter den Adoptierten ist vor allem Frédéric Prinz von Anhalt, der im Jahr 1980 in Deutschland von Marie Auguste Prinzessin von Anhalt adoptiert wurde. Frédéric Prinz von Anhalt hat seinerseits wieder sechs erwachsene Deutsche an seinem Wohnort in Los Angeles adoptiert, die dadurch den Namen Prinz von Anhalt führen. Das Familienoberhaupt der Askanier, Eduard Prinz von Anhalt, lehnt derartige Erwachsenenadoptionen generell ab und betrachtet die Adoptierten nicht als Teil der Familie.
Die Volljährigenadoption unterscheidet sich in Deutschland zu einer Annahme an Kindes statt eines Minderjährigen in der Hinsicht, dass gemäß § 1770 Abs. 1 BGB nur eine Verwandtschaftsbeziehung zu der annehmenden Person, nicht aber zu dessen Familie entsteht. Weiterhin bleibt in der Regel die Verwandtschaft zu den leiblichen Eltern bestehen. Im amerikanischen Gliedstaat Kalifornien ist eine Erwachsenenadoption unproblematisch und wie in Deutschland muss eine persönliche Beziehung zwischen den Personen vorliegen.